# آشپزی کلمبیایی

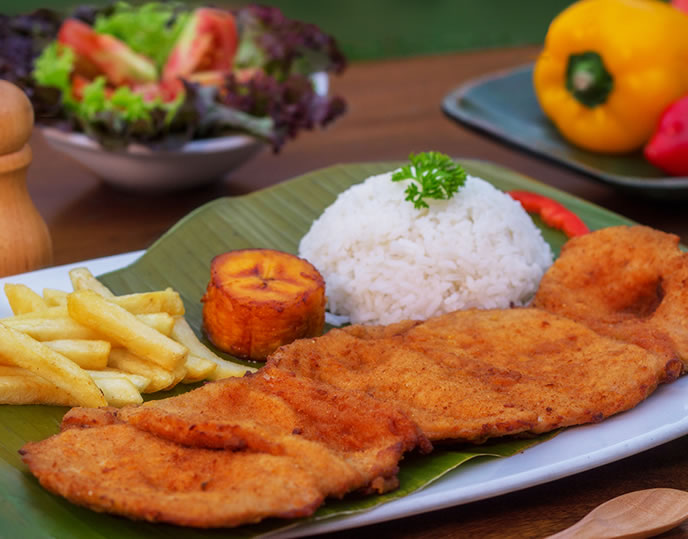
کتلت "وایونا", خوراک محلی در بخش بایه دل کائوکا کلمبیا و فرهنگ آفریقایی کلمبیا در منطقه اقیانوس آرام است. این خوراک شامل میلانسا، که پخته شده از گوشت خوک است ولی گوشت گاو یا مرغ نیز می‌تواند مورد استفاده قرار گیرد، و به شکل سنتی شامل برنج، گوجه فرنگی بریده شده، پیاز، نعناع سرخ شده یا سیب زمینی سرخ شده و نوشیدنی خاصی به نام "لولادا" که خود از میوهٔ نارانجیلا، آب و شکر است.

آشپزی کلمبیایی شامل طباخی و شیوه‌های پخت‌وپز در نواحی کلمبیا، شامل سواحل کارائیب، پاسیفیک، کوهستان‌ها و رانچلند می‌شود. غذاهای مردم کلمبیا در منطقه‌های مختلف گوناگون و متنوع هستند و تحت تأثیر فرهنگ‌های بومیان سرخ‌پوست، اسپانیایی‌ها، سیاه‌پوستان آفریقایی، مردم عرب و تا حدودی آشپزی آسیایی قرار گرفته‌اند. کلمبیا یکی از بالاترین سرانه‌های مصرف در نوشیدن آب‌میوه را دارد. (به‌طور میانگین سه‌چهارم پیمانه در روز)

## آشپزی در مناطق مختلف کشور

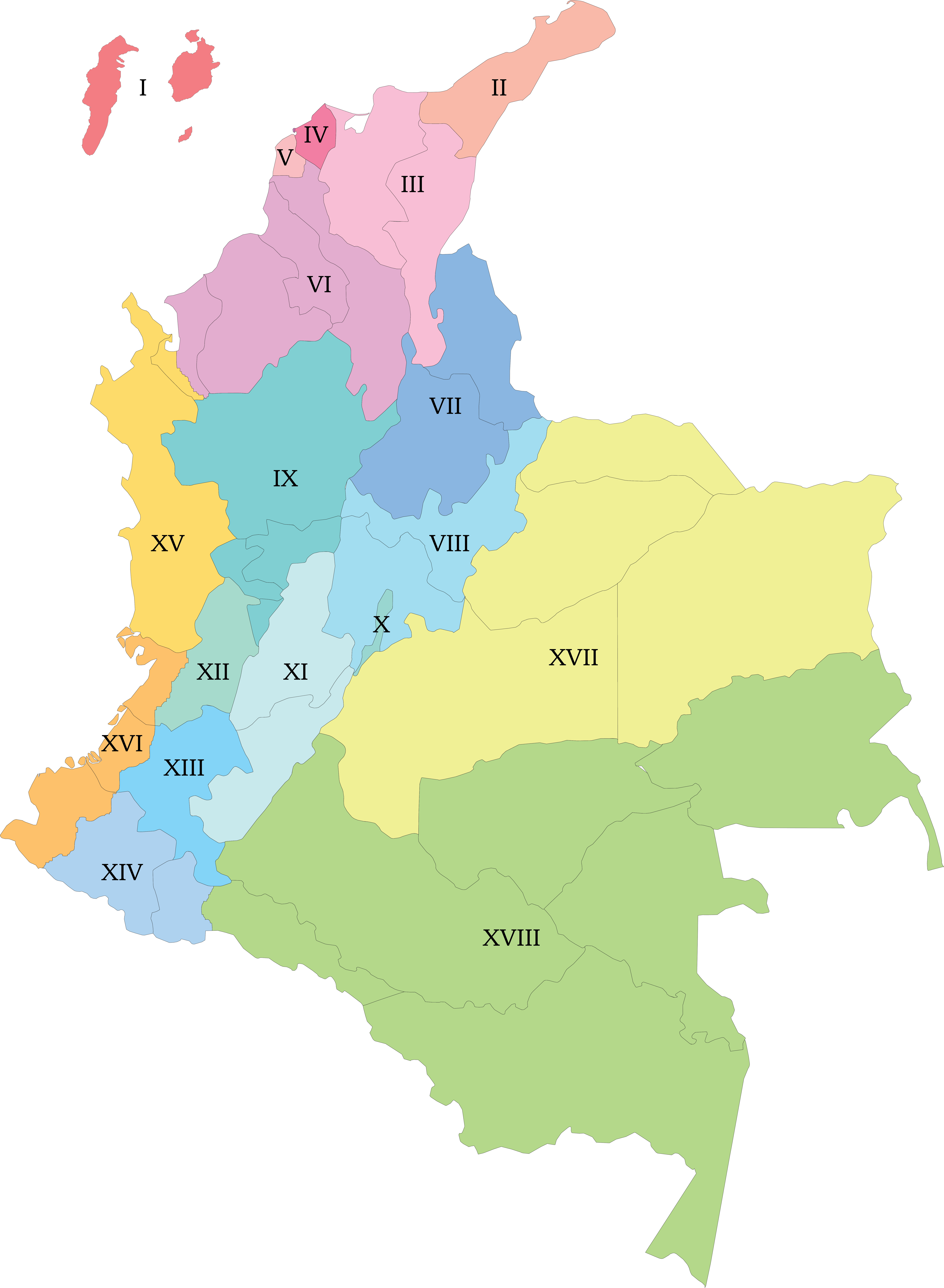
مناطق آشپزی کلمبیا: کتاب عمومی آشپزی سنتی در کلمبیا. چاپ وزارت فرهنگ، سال ۲۰۱۳ میلادی.

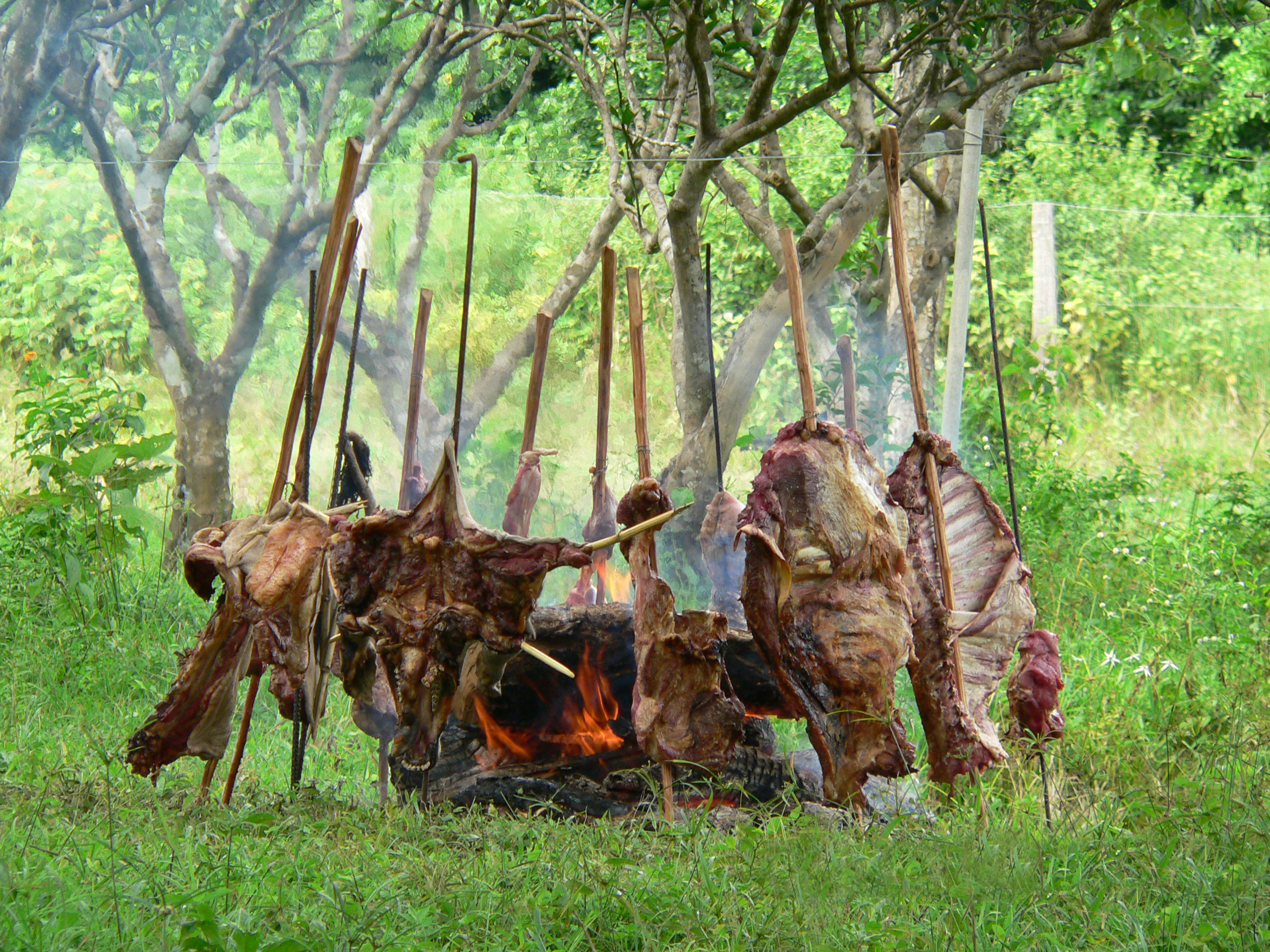
Ternera a la llanera (مامونا)

غذاهای متنوع کلمبیا تحت تأثیر وضعیت جغرافیایی و همچنین سنت‌های فرهنگی گروه‌های قومی آن در نواحی متفاوت قرار دارد. ظروف و غذای اصلی کلمبیایی‌ها در منطقه‌ها به‌طور گسترده‌ای متفاوت است. برخی از رایج‌ترین مواد تشکیل دهنده عبارتند از: غلات مانند برنج و ذرت; تجه‌ها مانند سیب‌زمینی و مانیوک; انواع گوناگونی از حبوبات; گوشت شامل گوشت گاو، گوسفند، خوک و بز؛ ماهی و غذاهای دریایی. در غذاهای کلمبیا همچنین انواع مختلفی از میوه‌های گرمسیری مانند توت طلایی، فیجوا، آراسا، میوه اژدها، ترگیل، گرانادیا، پاپایا، گواوا، تمشک، نارانجیلا، سورسپ و میوه گل‌ساعتی استفاده می‌شوند.
در بین غذاهای ویژه و شاخص کلمبیا در میان سوپ‌ها توستونس (موز کال سرخ شده), سانکوچو د گالینا (سوپ مرغ و سبزیجات رشته شده) و آخیاکو (سوپ سیب‌زمینی و ذرت) سرشناس‌اند. در میان تنقلات و نان‌ها پاندبونو، آره‌پا (کیک ذرتی), آبراخادو (نان شیرین کبابی با پنیر), ترتا د چوکلو، امپانادا و آلموخابانا سرشناس‌ترند. در میان غذاهای پرمصرف و معروف کلمبیایی در ناحیهٔ مرکزی کشور بندیجا پایسا، لچونا تولیمنسه، مامونا، تامال و غذاهای دریایی (مانند آروس د لیسا), به ویژه در نواحی ساحلی که سوئرو، پنیر کوستنیو، کیبه و کاریمانیولا رواج دارند. در نواحی جانبی کلمبیا نیز خوراک‌های پاپاس کیریویاس آل هونرو (سیب‌زمینی سرخ‌شده), پاپاس چوریداس (سیب‌زمینی و پنیر) و برنج با نارگیل خورده می‌شوند. غذای زیستی در شهرهای بزرگ در حال ترویج است، اگر چه به‌طور کلی در سراسر کشور میوه‌ها و سبزیجات طبیعی و تازه بسیار مورد مصرف هستند.
در میان دسرهای پرمصرف کلمبیا بونیوئلو، ناتییا، تورتا ماریا لوئیسا، ژله گواوا، کوکاداس (کره‌های شکلاتی), کاسکیتوس د گواوا (پودر آب نباتی گواوا), تورتا د ناتا، ابلئا، فلان د دولسه ولتی، روسکون، میلوخا، و کیک ترس لچس (یک نوع کیک اسفنجی در شیر، پوشیده با خامه زده‌شده، که همراه با شیر سرو می‌شود) شاخص‌اند. انواع سس‌ها (سالساس) من‌جمله هوگائو (سس گوجه و پیاز) و نوع کلمبیاییش آخی نیز هستند.
در میان نوشیدنی‌های معتبر نیز قهوه با سرو محلی (تینتو), چامپوس، چولادو، لولادا، آونا، آب‌میوهٔ نباتی، آگوئاپانلا، آگوئاردینته، شکلات داغ و آب‌میوهٔ تازه (اغلب ترکیبی از شکر با آب یا شیر) پرمصرف‌اند.
انواع مختلفی از خوراک‌ها وجود دارد که با نگرش به تفاوت در آب و هوای منطقه ای در نظر می‌شود؛ مثلاً:
- در شهر مدئین، نوعی از بندیجا پایسا سرو می‌شود. در آن لوبیا، برنج، گوشت چرخ‌کرده یا کارنه آسادا، چوریزو، نیمرو، آره‌پا، و چیچارون می‌ریزند. همچنین از آووکادو، گوجه‌فرنگی، و سس‌های خاصی در آن استفاده می‌شود.
- در شهر کالی و به عنوان غذای سنتی "سانکوچو" - سوپی از گوشت مرغ، موز سبز، ذرت، گشنیز، ریشهٔ یوکا، و سایر ادویه‌جات.
- در بوگوتا و ناحیهٔ آند، آخیاکو خوراکی سنتی است که سوپی از گوشت مرغ، سیب‌زمینی و گیاهی بومی به نام "گوئاسکاً است.
- در سواحل کارائیب، پخت‌وپزی تند با ماهی و شاه‌میگو رواج دارد. برنج نارگیل غذای رایج نواحی ساحلی است.
- در لیانوس، گوشت با باربیکیو، به‌طور مثال "ternera llanera" رایج است و نوعی ماهی رودخانه‌ای به نام "amarillo" (به معنی زرد) خورده می‌شود.
- در آمازون، غذاهای سنتی مشترکی با پرو و برزیل وجود دارد.

در نواحی مرکزی کشور، خوراک‌های ترکیبی از فرهنگ‌های موجود کشور طبخ می‌شود که اکثراً برگرفته از آشپزی آمریکایی و اروپایی است و به‌طور عمده محصولات کشاورزی، گاو، ماهی‌های رودخانه‌ای و سایر حیوانات مواد اصلی غذایی است. به‌طور مثال سانکوچو در سوپ واییدوپار، آره‌پا (یک نان ذرتی مانند پاتتی).
- در بخش تولیما، تامال خوراکی قالب است. تامال از خمیر ذرت، نخود فرنگی، هویج، سیب‌زمینی، برنج، مرغ، گوشت خوک، و انواع ادویه تشکیل شده. آن‌ها در برگ‌های کاهو پیچیده می‌شوند و برای سه تا چهار ساعت آب‌پز می‌شوند. پاندوبونو برای صبحانه با شکلات داغ سرو می‌شود.
- در نواحی جزیره‌ای شمال‌غربی کشور، غذای قالب مردم راندون است که نوعی خوراک دریایی با شیر نارگیل، ماهی، حشرات، مانیوک (یوکا), سیب‌زمینی شیرین، یامس سفید، و کدو تنبل همراه با فلفل تند و هرب است. همچنین یک سوپ خرچنگ با مواد تشکیل‌دهندهٔ مشابه راندون نیز رایج است.

## غذاها

### غذای اصلی و جانبی‌اش

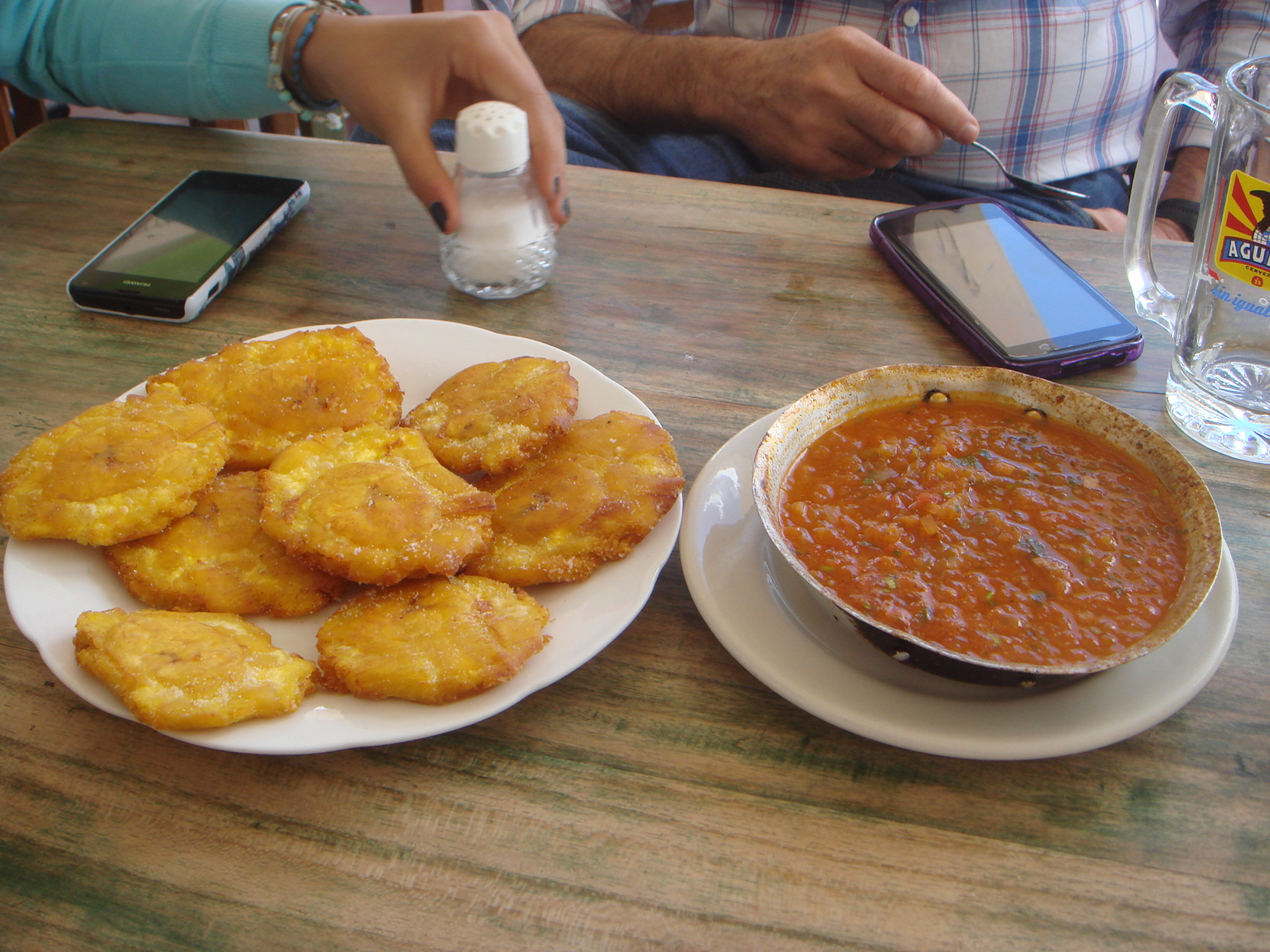
توستونس و هوگائو

- آبوراخدادو (نعناع فلفل سرخ شده با پنیر)
- برنج با نارگیل، برنج با شیرهٔ نارگیل
- Hormigas culonas (مورچه‌های سوخاری) در بخش سانتاندر خورده می‌شود.
- Butifarras soledeñas, نوعی سوسیس در ناحیه سولداد (آتلانتیکو)
- کاریمانیولا، مانیوک پر شده با گوشت زمینی، پیاز و ادویه
- چونچویو، روده
- هوگائو (سس کرییو)
- کوئسو بلانکو (به معنی پنیر سفید) با نام کوئسو فرسکو نیز شناخته شده
- سوئرو، شبیه به خامه ترش
- توستونس

### نان‌ها
- آلمخابانا
- آره‌پا
- بویوس
- بونیوئلوس
- بیسکویتی از گیاه اختر

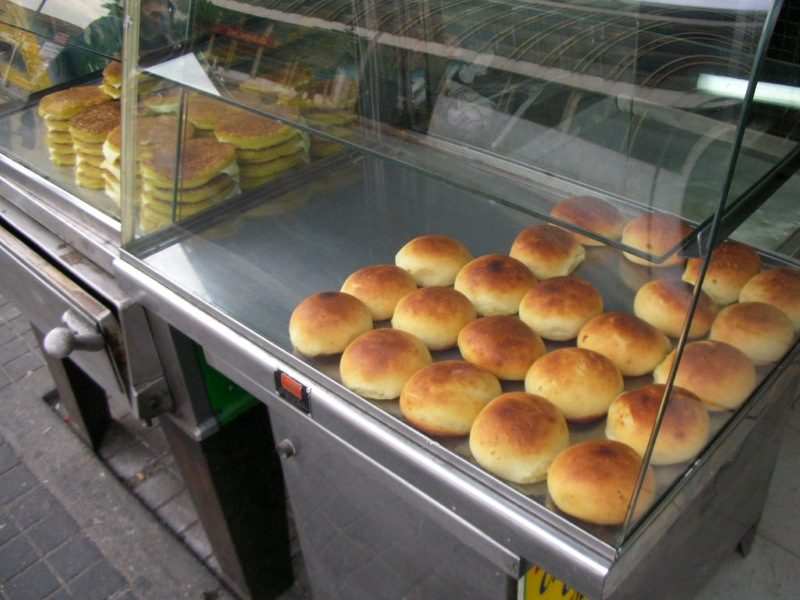
آلمخابانا

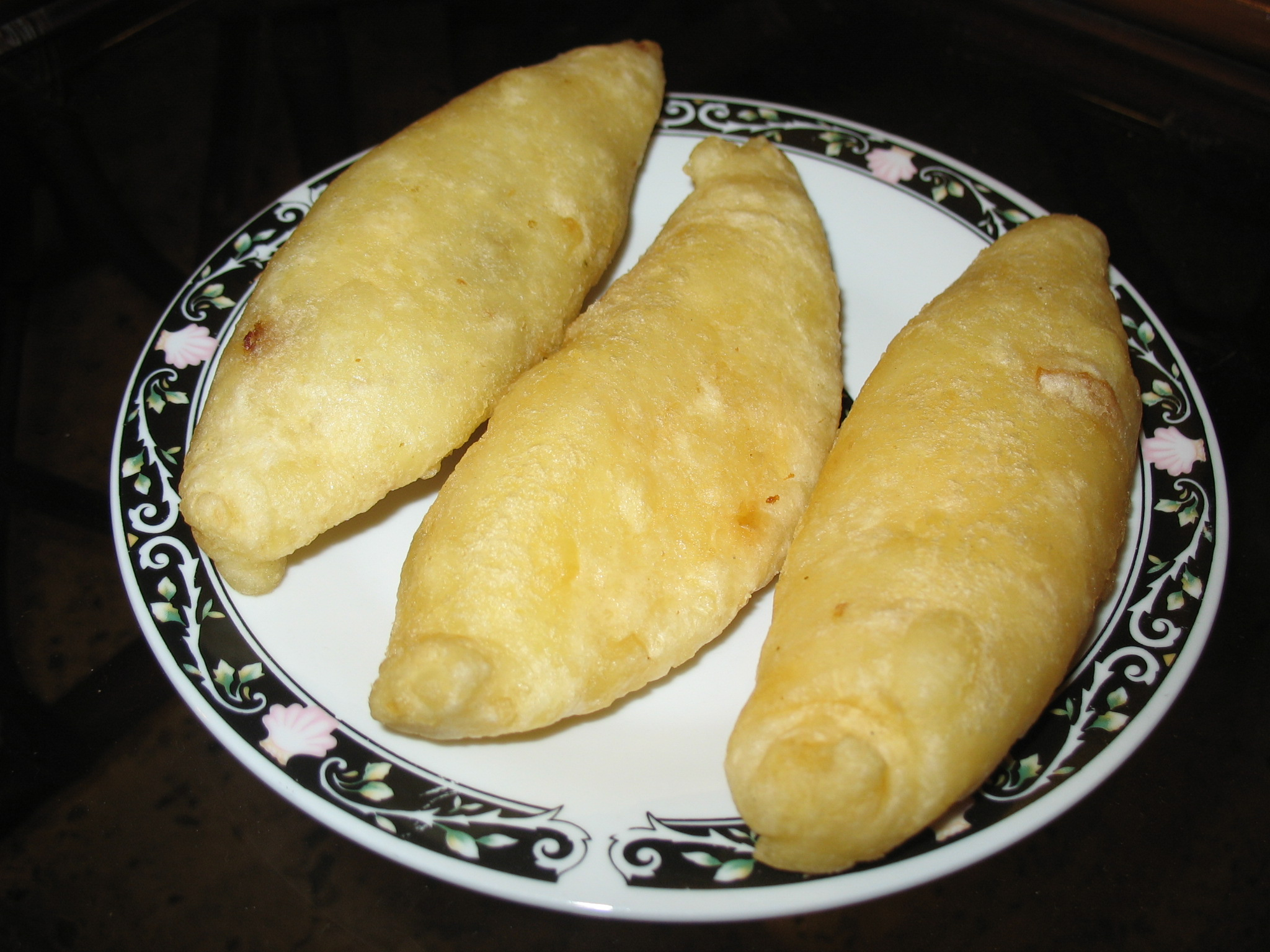
کاریمانیولا

- کاریمانیولا (شبیه امپانادا ولی متشکل از مانیوک)
- کلمبینا (لوییپوپ)
- بیسکویت کورد
- امپاناداs
- گارویاس (ذرت با نان رول)
- نان ساگو
- پاندبونو
- پان د مائیز (نان ذرت)
- پان د کوئسو (نان پنیر)
- پان د یوکا (نان یوکا)
- روسکون (شیرینی نرم و شیرین همراه دولسه ولتی یا گواوا)

#### انواع آره‌پا

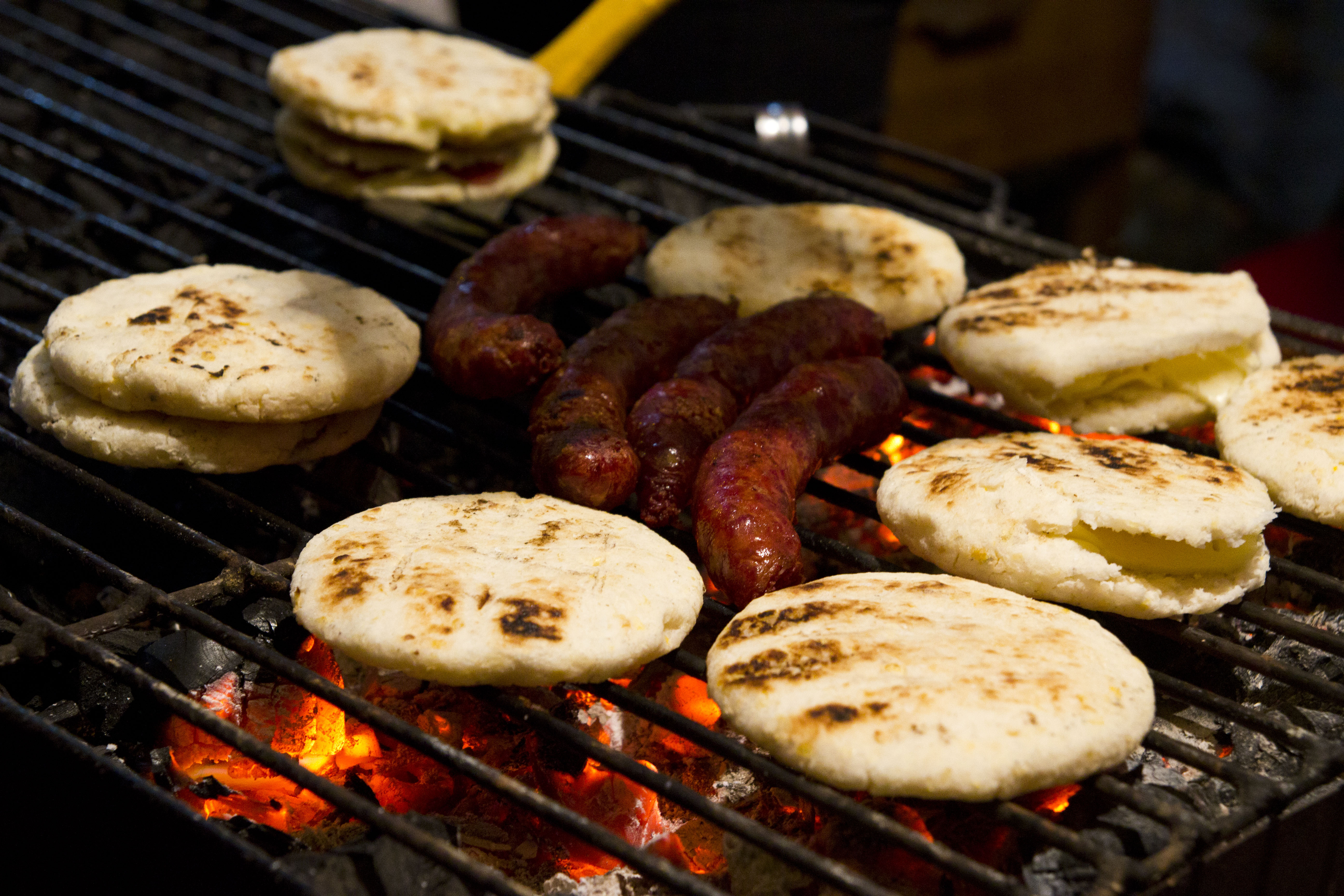
آره‌پاها و چوریزو روی گری

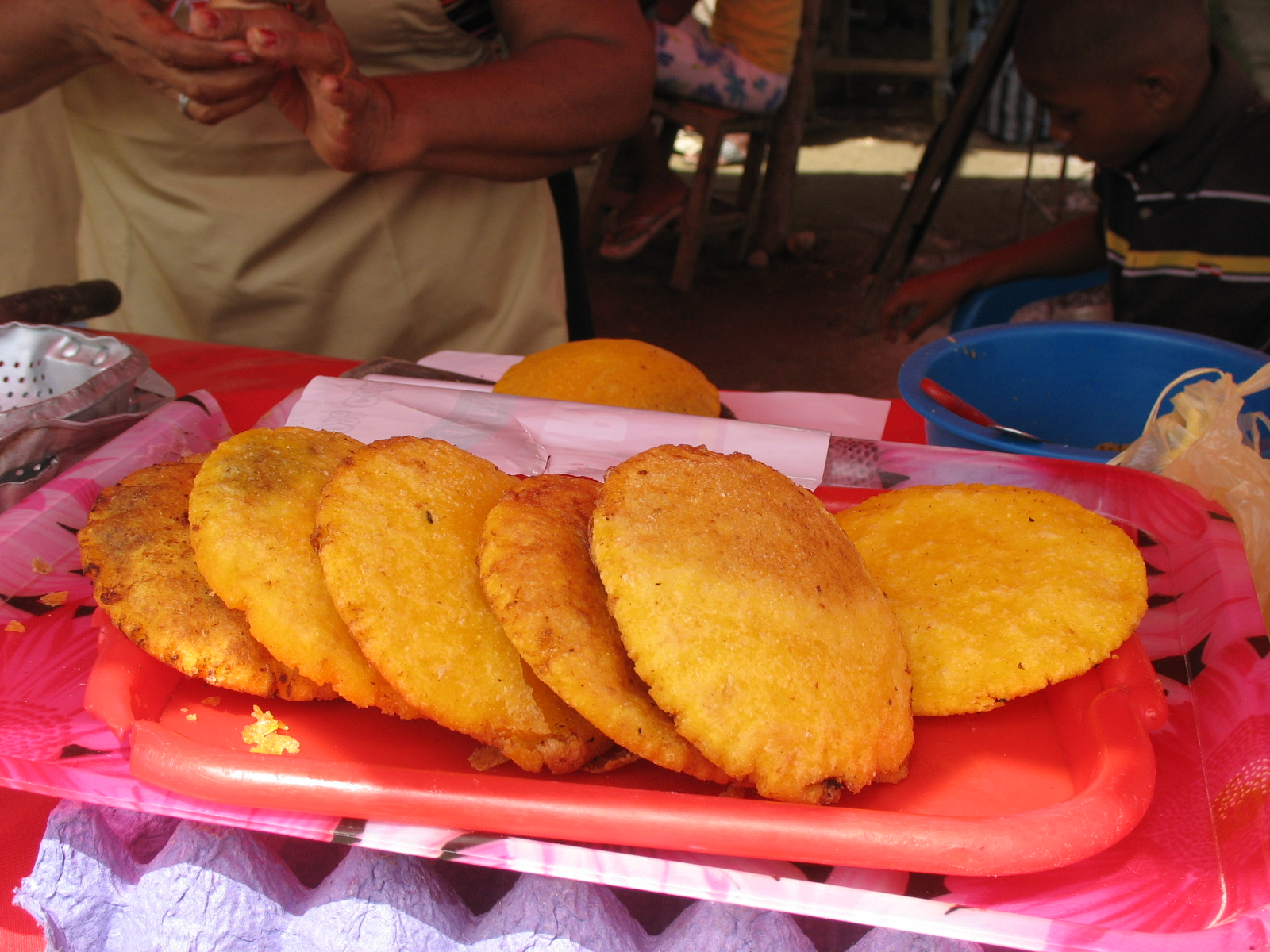
آره‌پا د هوئوو (آره‌پا با تخم‌مرغ)

- Arepa Boyacense
- Arepa de arroz
- Arepas de huevo
- Arepa de maiz
- Arepa de queso
- Arepa de yuca
- Arepa ocañera
- Arepa Paisa/Antioqueña
- Arepa Santandereana
- Arepa Valluna
- Arepas de choclo (ذرت شیرین)
- Brown rice and sesame seed arepa
- 'Oreja de perro', آره‌پا با برنج

### میوه‌ها

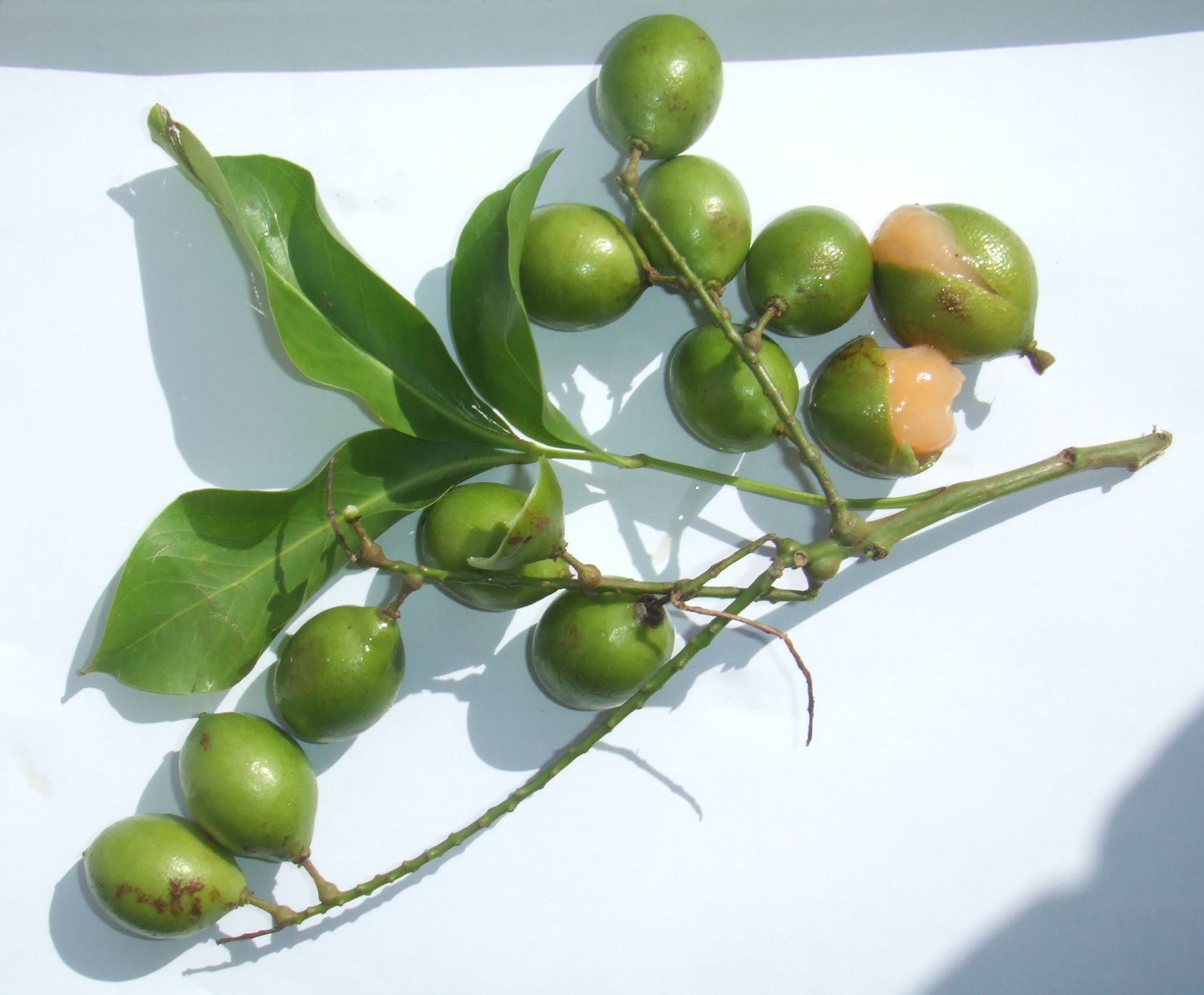
میوه‌ای با نام Melicoccus bijugatus

میوه‌ها و آب‌میوه‌ها در سراسر کلمبیا، به ویژه در ساحل کارائیب یافت می‌شوند. کلمبیا به عنوان یک کشور گرمسیری انواع مختلفی از میوه‌ها را تولید می‌کند، مانند:
- Aiphanes horrida (corozo)
- Bactris gasipaes, نخل-هلو (chontaduro)
- موز میوه سمی (curuba)
- موز (banano)
- بوروخای پاتینوی (borojó)
- کارامبولا، starfruit (carambolo)
- چریمویا (chirimoya)
- فیجوا، گواوا آناناس
- Guayabamanzana, ترکیب گواوا و سیب
- اینگا ادالیس، بستنی‌وار (guama)
- ماساراندوبا (níspero)
- نارانجیلا (Naranjilla)
- Mamey sapote (mamey)
- Mamoncillo , لیمه اسپانیایی
- پرتقال ماندارین (mandarina)
- انبه
- موراپوس، موز کوچک
- پرتقال (naranja)
- میوه گل‌ساعتی، نوعی میوهٔ شور (maracuyá)
- توت طلایی، نوعی انگور قهوه‌ای (uchuva)
- پینیوئلا
- میوه اژدها، (pitahaya)
- چوپا چوپا (zapote)
- Rubus glaucus, شبیه به تمشک ایرانی (mora)
- سورسپ (guanábana)
- توت فرنگی گواوا (arazá)
- توت‌فرنگی (fresa)
- شکر سیب (anón)
- گرانادیای شیرین (granadilla)
- Syzygium jambos, نخل مالابار (pomarrosa)
- تاماریلو، (tomate de árbol)

#### میوه‌های بومی

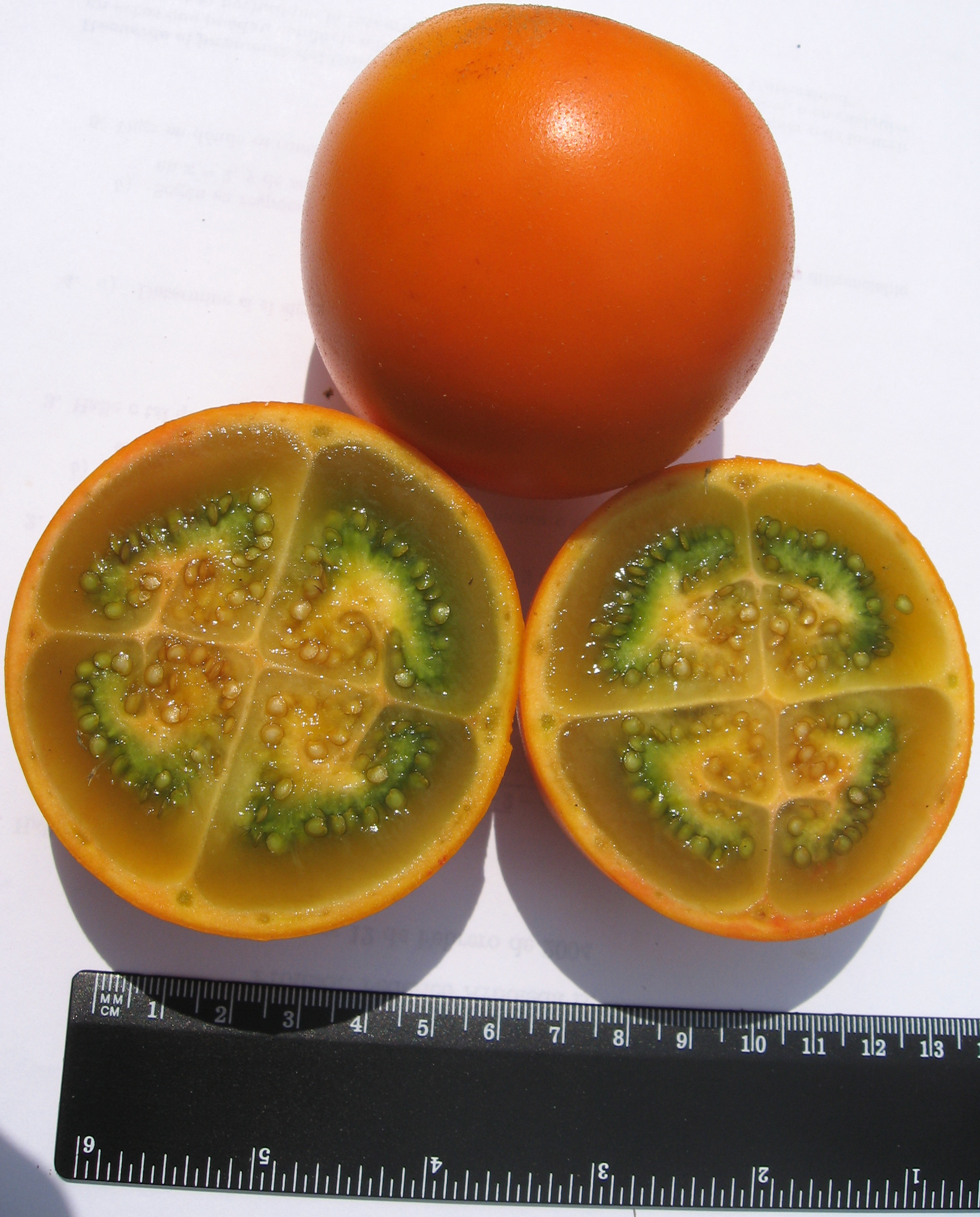
نارانجیلا

کلمبیا زیستگاه تعداد زیادی از میوه‌های استوایی است که به ندرت در جای دیگر یافت می‌شوند. چندین نوع از موز شامل گونه‌های بسیار کوچک و شیرین وجود دارد. دیگر میوه‌های کلمبیایی عبارتند از زاپوته (Quararibea cordata), نیسپرو (چیکو) نارانجیلا، توت طلایی، میوه گل‌ساعتی، بوروخو، کوروبا، مامونسییو، گوانابانا، گواوا (گلابی بی‌کرک), تاماریلو، نونی (توت هندی) و انواع مخصوصی از انبه، سیب، گلابی، تمشک و توت‌فرنگی.

### خوراک‌های غالب
- آخیاکو، نوعی سوپ است.
- برنج با مرغ
- آسادو

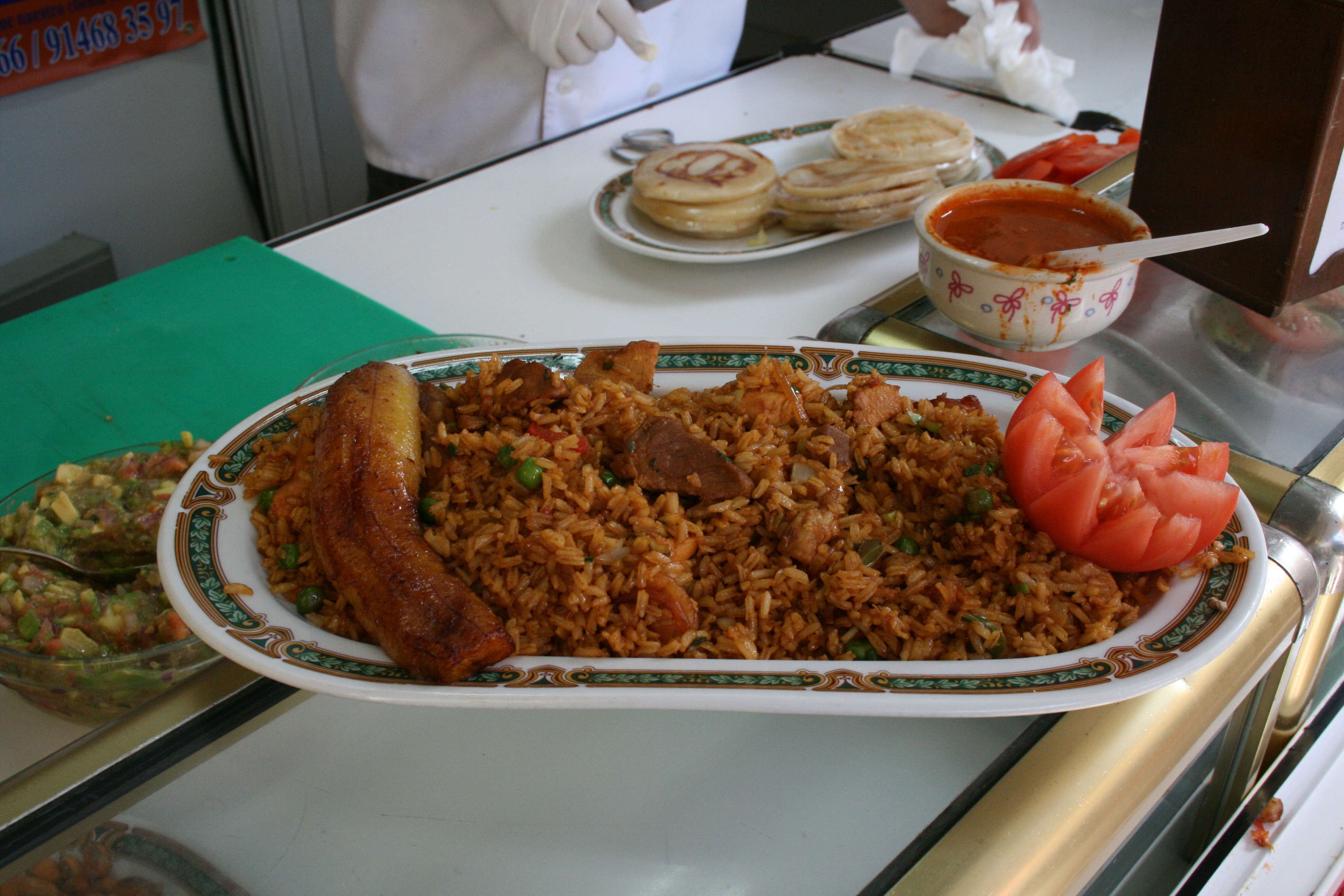
لچونا

- بندیجا پایسا، یک طبخ سنتی از منطقه پائیسا، شامل برنج سفید، لوبیای قرمز، گوشت گاو، کاهو، چوریزو، سوسیس خون، چیچارون، آره‌پا، آووکادو و تخم‌مرغ.
- چانگوئا، یک سوپ شیر با یا بدون تخم مرغ پخته شده، معمولاً برای صبحانه است.
- چوچوکو، یک سوپ ساخته شده از گندم، باقالا، سیب زمینی، دنده و نخود فرنگی در بخش بویاکا.
- لچونا نوعی سوپ سنتی
- پیکادا نوعی سوپ سنتی
- سانسوچو، غذای محبوب در بخش بایه دل کائوکا. این ترکیبی از سبزیجات و مرغ یا ماهی با دستور العمل‌های متفاوت از یک جا به جای دیگر، اما معمولاً شامل یوکا، ذرت، و اغلب با برش موز است.
- تامال‌ها

### غذاهای گوشتی

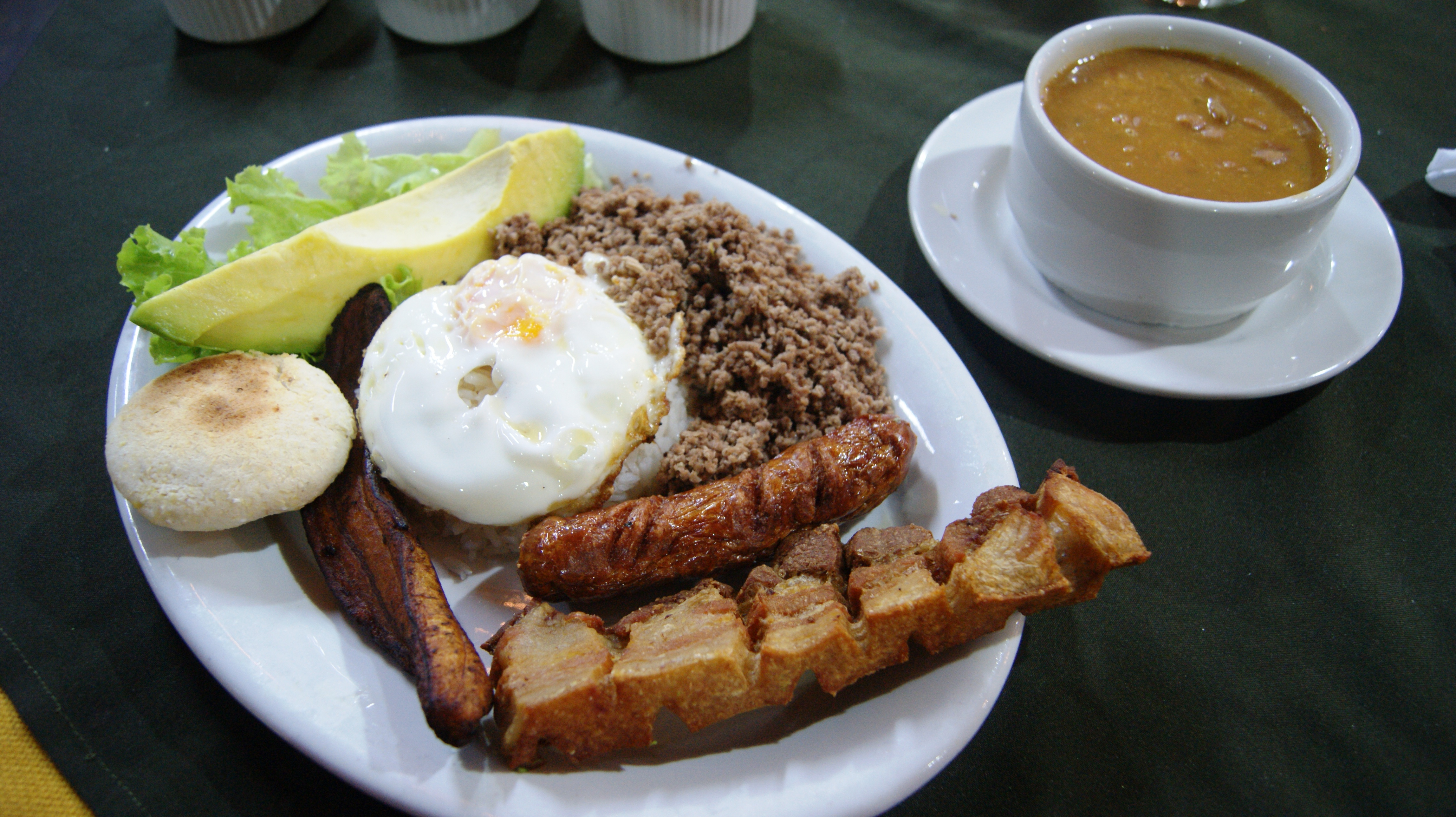
بندیجا پایسا در بخش انتیوکیا

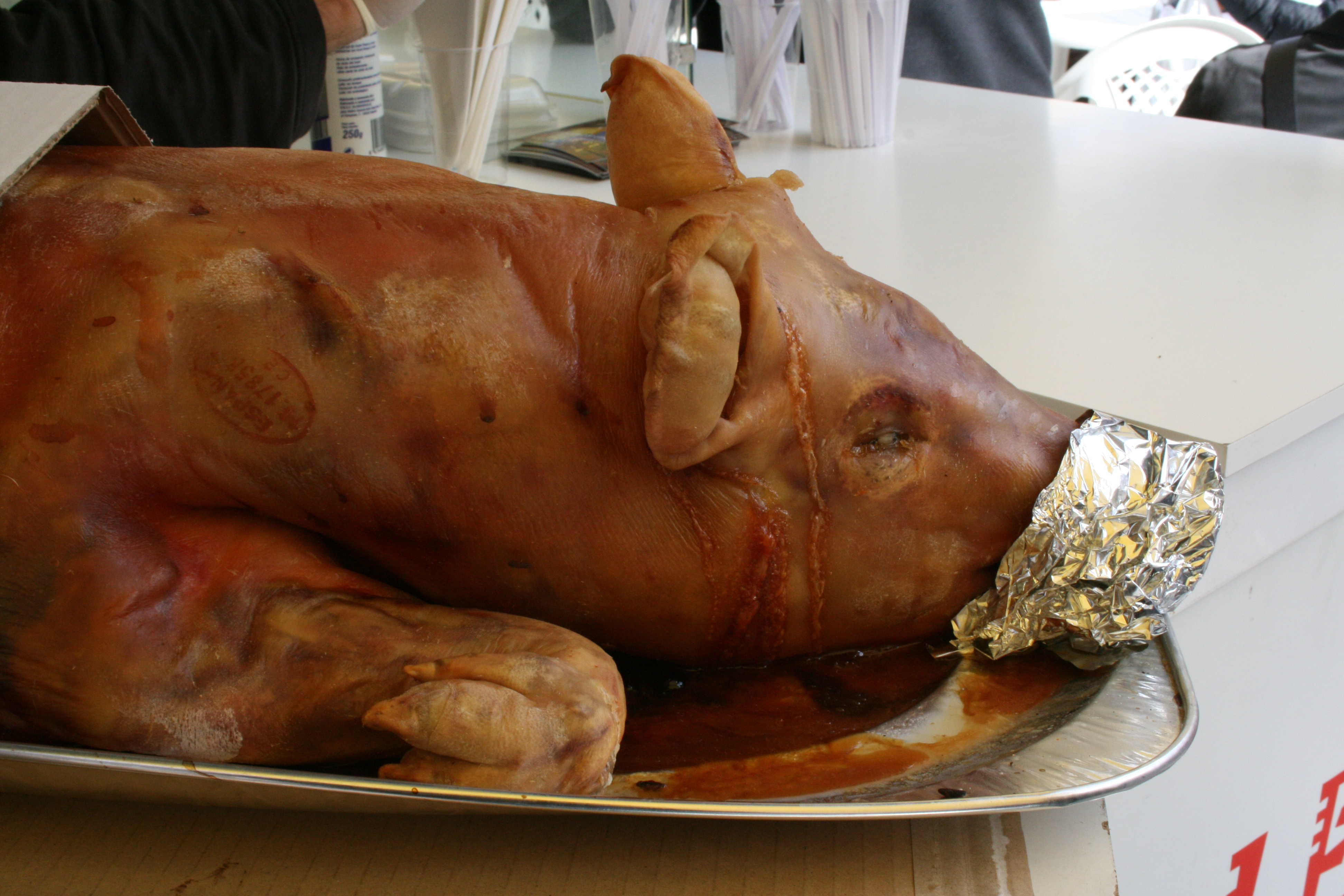
لچونا، گوشت خوک سرو شده

آخیاکو یک غذای سنتی است که در بوگوتا به وجود آمده‌است. این شامل مرغ، ذرت و سس سویا است که همراه گواسکا، گیاه محلی، پخت می‌شود.
سانسوچو غذای محلی نواحی شمال کشور با ذرت، سیب‌زمینی، مانیوک، موز سبز و همراه با سوپ است.
بندیجا پایسا در بخش انتیوکیا با گونه‌های متفاوت مواد غذایی به کار رفته در آن طبخ می‌شود. مواد سازنده یک بندیجا پایسا سنتی به قرار زیر است: لوبیا قرمز پخته شده با گوشت خوک سفید، برنج با ادویه مولیدا (گوشت چرخ کرده)، چیچارون، تخم مرغ سرخ شده (نیمرو)، موز سبز، چوریزو، آره پا، هاگائو (hogao) سس پودینگ سیاه و سفید (سوسیس خون), آووکادو و لیمو
تامال یک غذای سنتی آمریکای جنوبی است که از از ماسا (خمیر نشاسته‌ای، معمولاً بر پایه ذرت) ساخته شده، و در یک لفاف برگ بخارپز یا جوشانده می‌شود. لفاف آن پیش از خوردن کنار گذاشته می‌شود. تامال‌ها را می‌توان با انواع گوشت، پنیر، میوه، سبزی، چیلی یا هر فراهم‌آورده‌ای بسته به سلیقه پر کرد، و هر دوی آکناک و مایع پخت ممکن است چاشنی زده شوند.
فریتانگا یکی دیگر از غذاهای محبوب کلمبیایی است که از گوشت، نعناع سرخ شده، چیچارونس و سیب زمینی زرد با سس آجی در کلمبیا خورده شده‌است. میلانسا یکی دیگر از غذاهای معمول گوشت در سراسر کشور است.

### سوپ‌ها
چانگوئا (سوپ شیری با تخم‌مرغ) نوعی سوپ صبحانه در نواحی مرکزی کوه‌های آند کلمبیا است.
Caldo de costilla (اسپانیایی به معنای آبگوشت دنده) یک غذای معمولی از غذاهای کلمبیایی، از منطقه آند است. این غذا عمدتاً از دنده‌های گوشت گاو که در آب با برش‌های سیب زمینی، مقداری سیر، پیاز و برگ گشنیز جوشانده شده‌است، تهیه می‌شود.
Locro یک ظرف معمولی در نرینو منطقه است. این یک خورش ذرت، لوبیا، زاپالو و سیب زمینی است.

### دسر و شیرینی

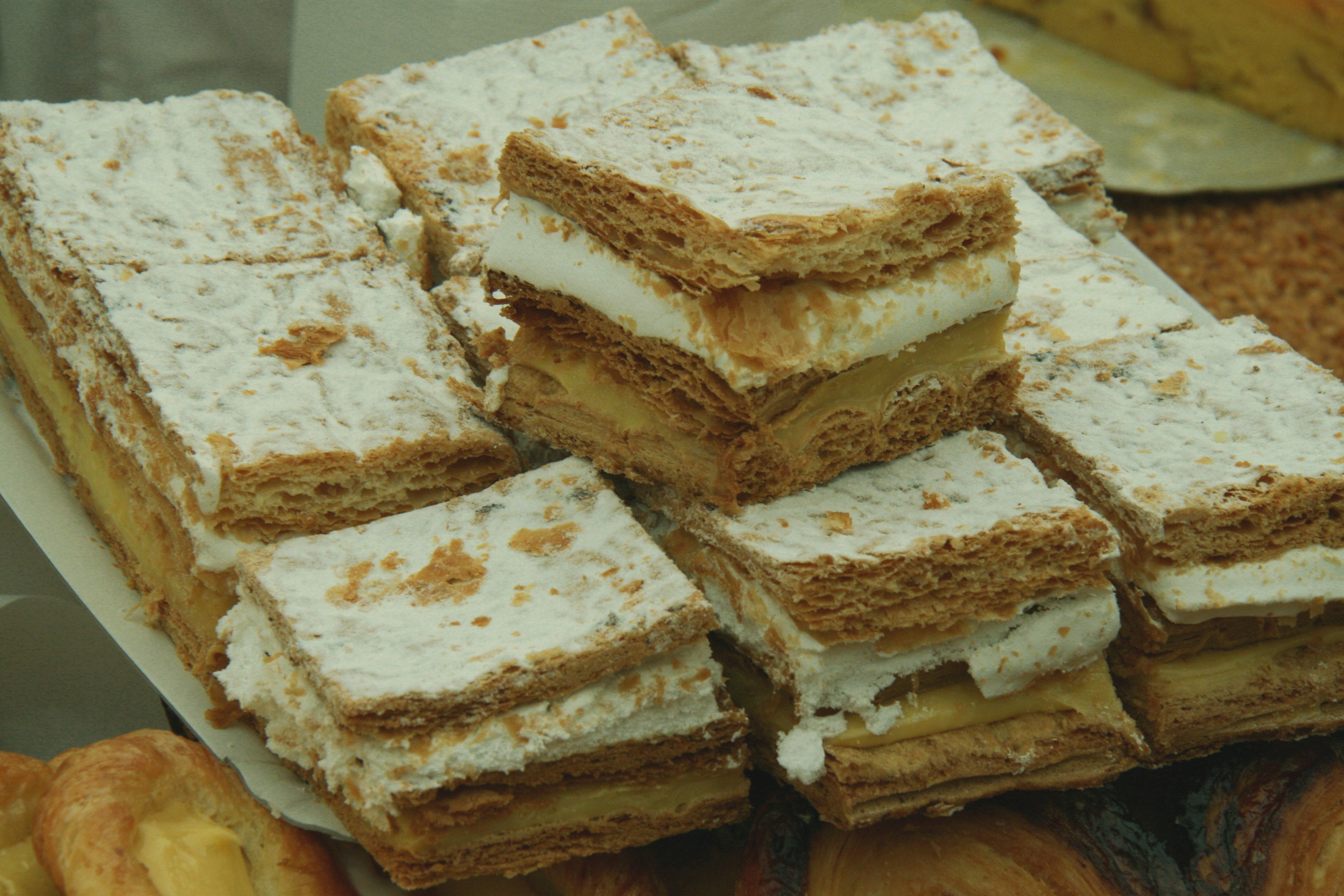
میلوخا

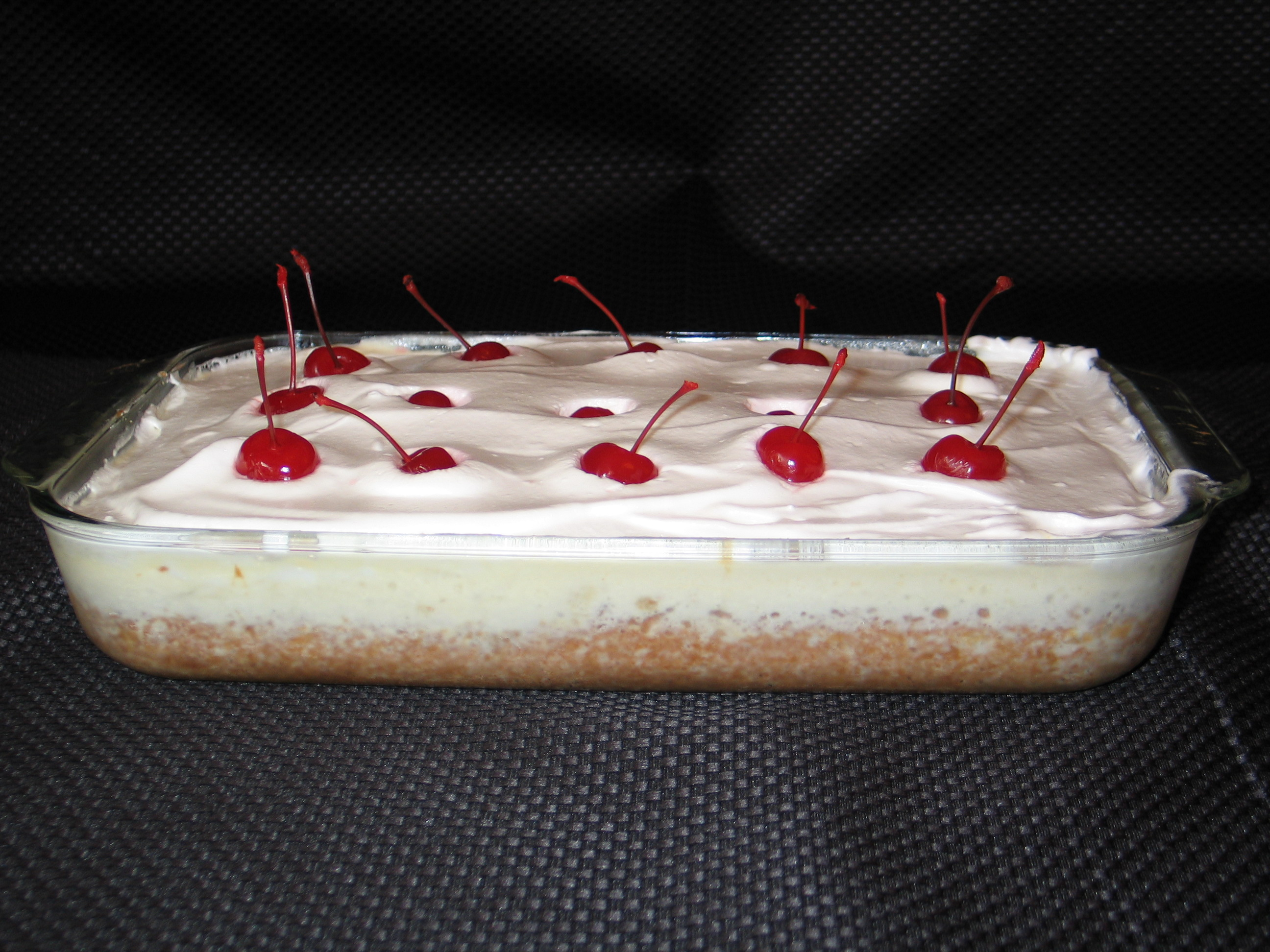
کیک ترس لچس

- دولسه ولتی (نوعی دولسه ولتی با شیر کارامل کلمبیایی)
- شیربرنج (برنج شیرین با شیر).
- انجیر در دولسه - نوعی دولسه ولتی.
- کوکاداس - نان نارگیل شبیه به ماکارونی.
- کرپ
- انیوکادو
- فلان
- آب‌نبات گواوا
- بستنی هلادو در کلمبیا بسیار محبوب است، همراه با بسیاری از میوه‌های محلی و طعم‌های منطقه ای.
- لچه آسادا، شبیه به فلان ولی با شیرینی کمتر و همراه با شیر.
- مانخار بلانکو یک پودر آب‌پز، کرمی و شیری، ضخیم‌تر از دولسه ولتی.
- مازامورا
- ملادو، یک شربت مشابه پانلا.
- مرنگ
- میلوخا، نوعی شیرینی ناپلئونی که معنی نامش در اسپانیایی «هزار برگه» می‌شود.
- ناتییا، برگرفته از طباخی اسپانیایی
- ابلئا
- پاستیل د گلوریا
- پوستره د ناتاس
- ترتا ماریا لوئیسا
- کیک ترس لچس

خوراک‌های کلمبیایی
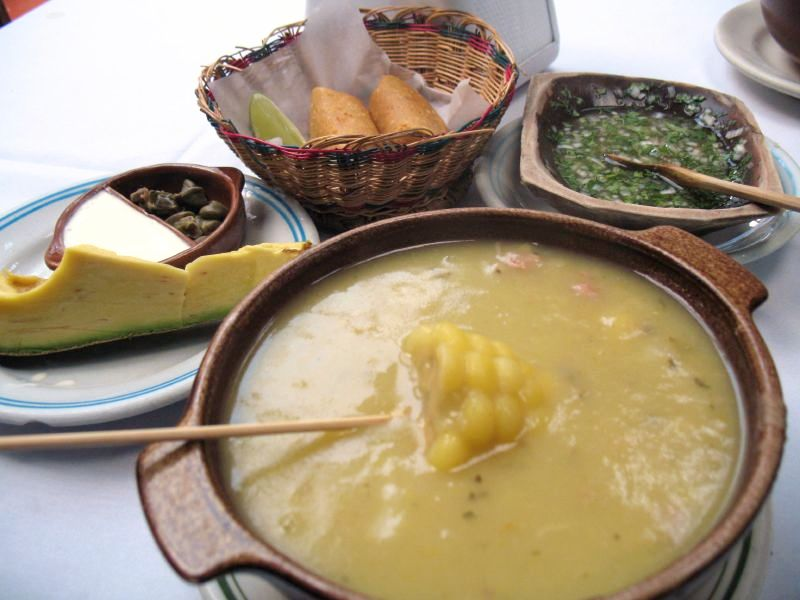
آخیاکو نوعی سوپ با کرم کبر و آووکادو،  پیش از خوردن مخلط می‌شود.
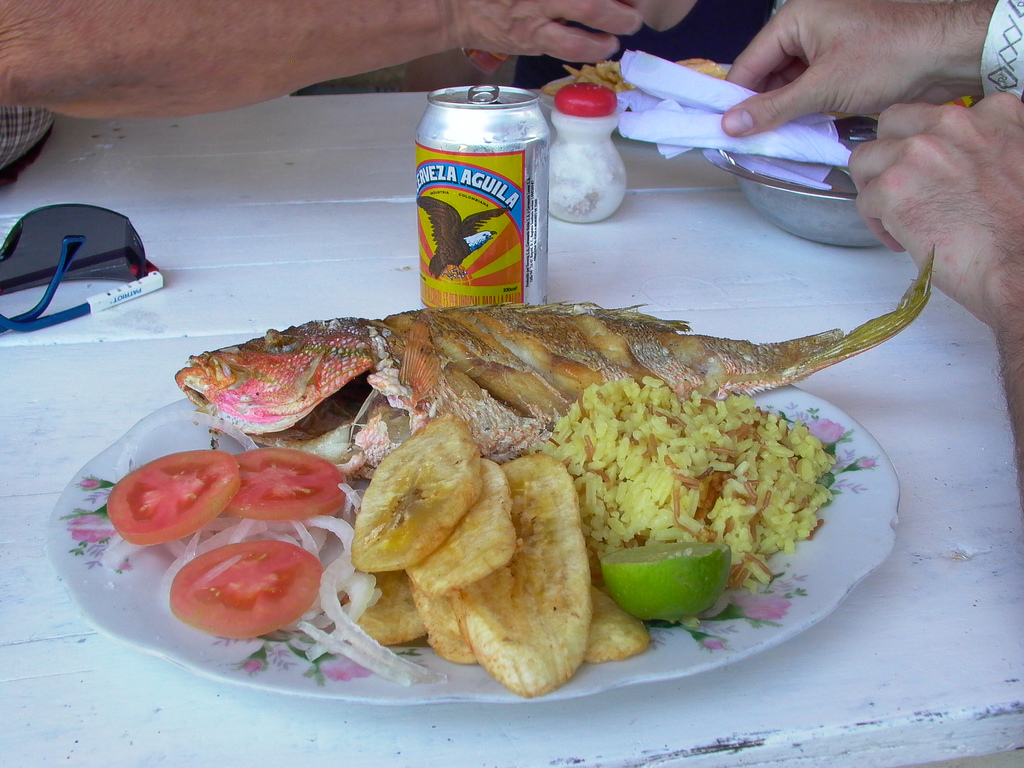
Fried Red Snapper, fried plantain, rice and tomato.
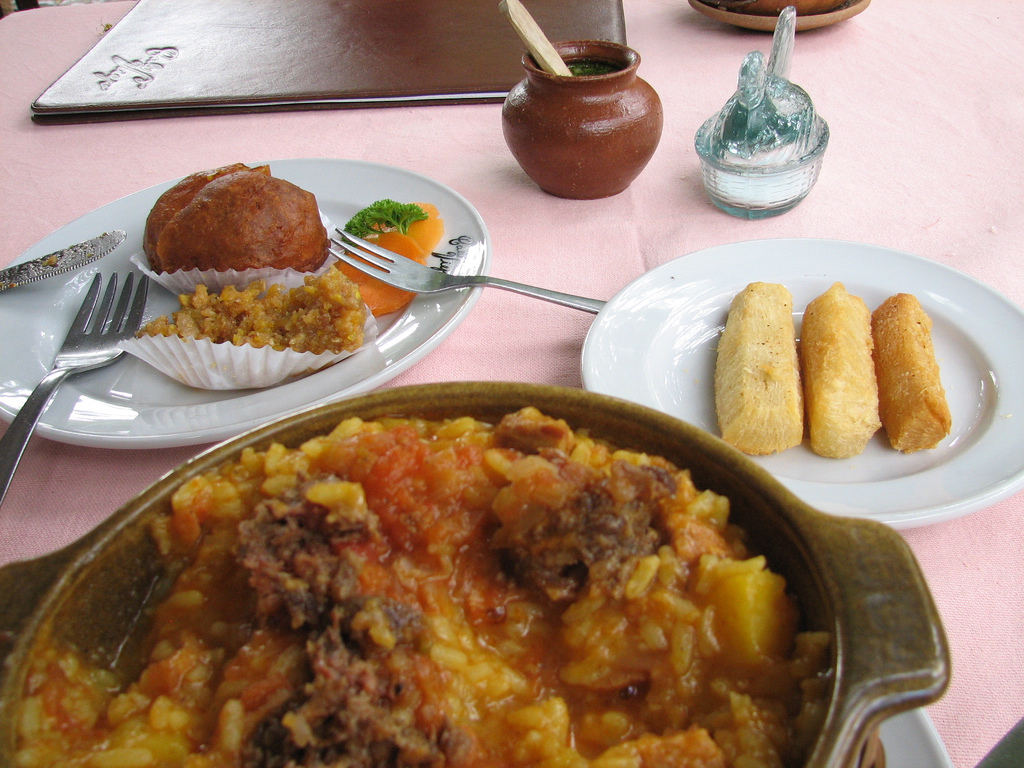
برنج آتویائو
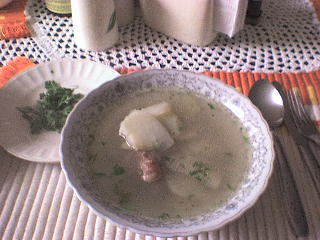
کالدو د کوستیا با گشنیز که گرم طبخ می‌شود
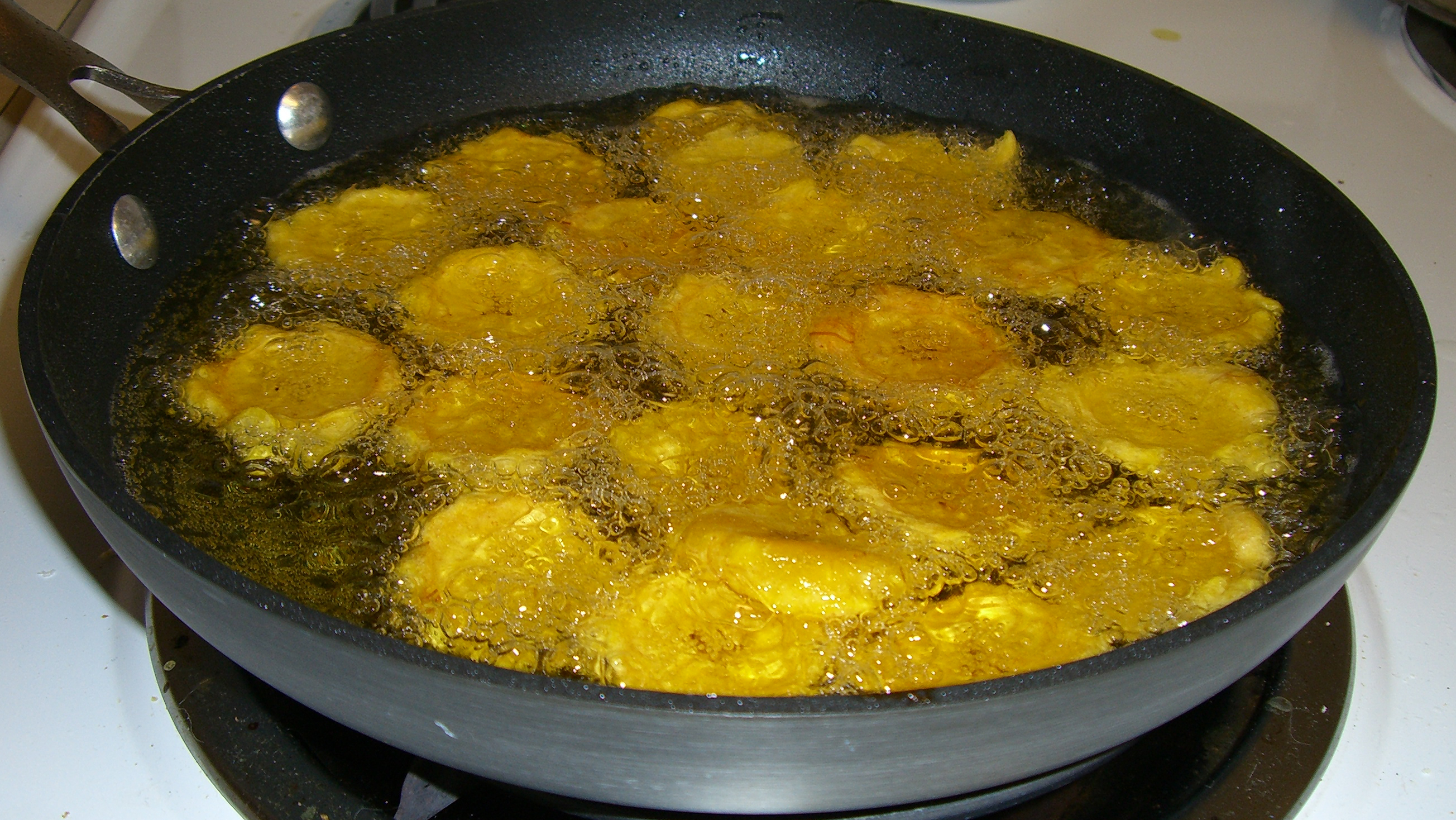
توستونس
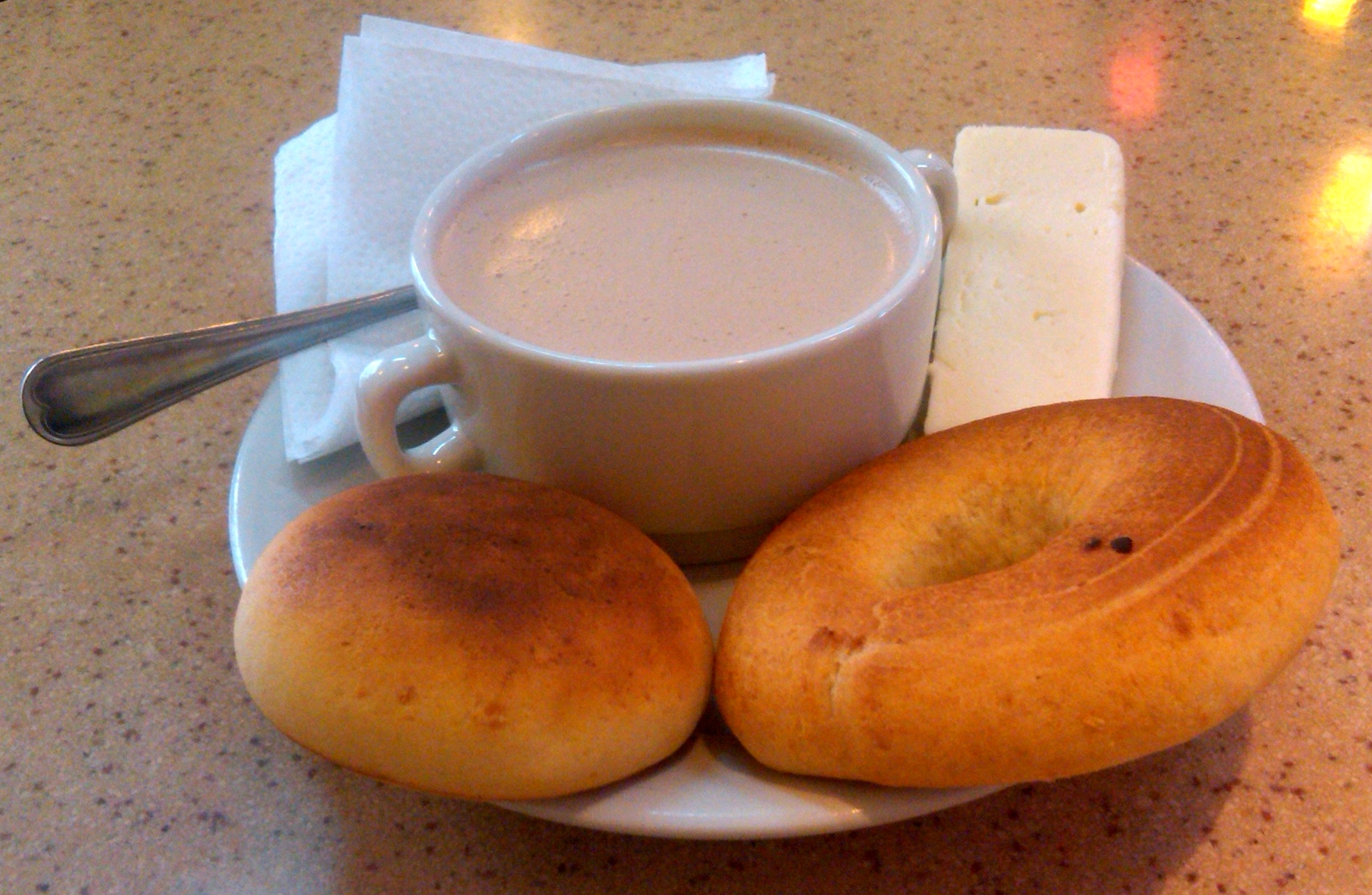
صبحانهٔ سنتی در بوگوتا: شکلات داغ با پنیر،  آلموخابانا و نان پنیری
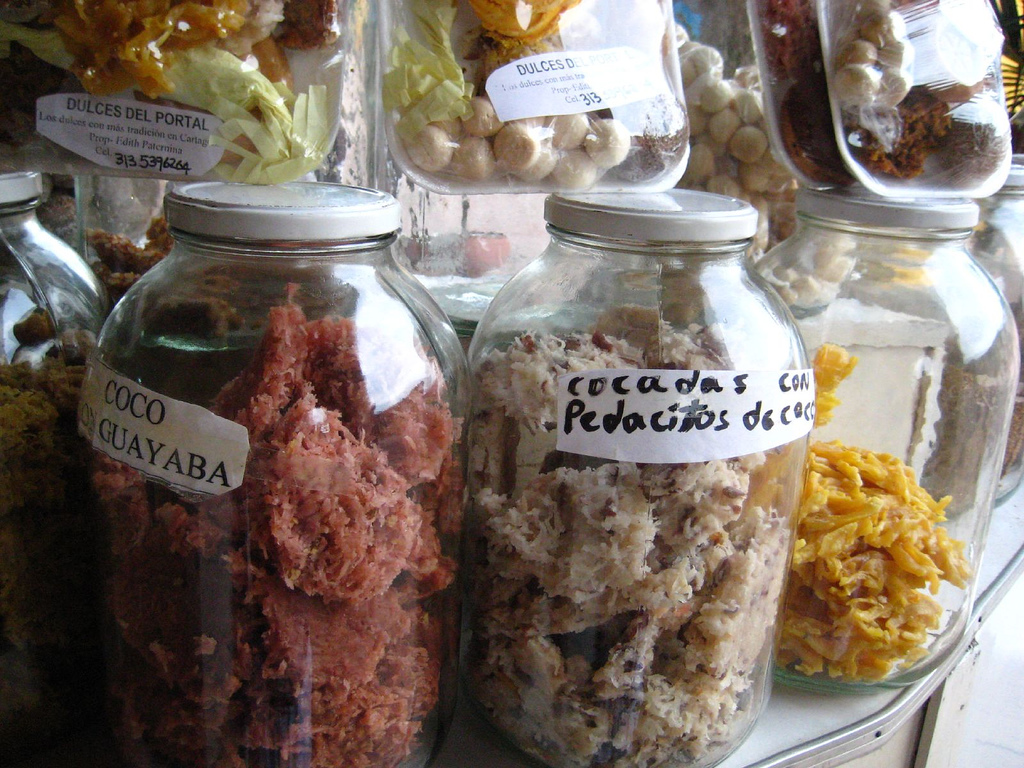
کوکاداس
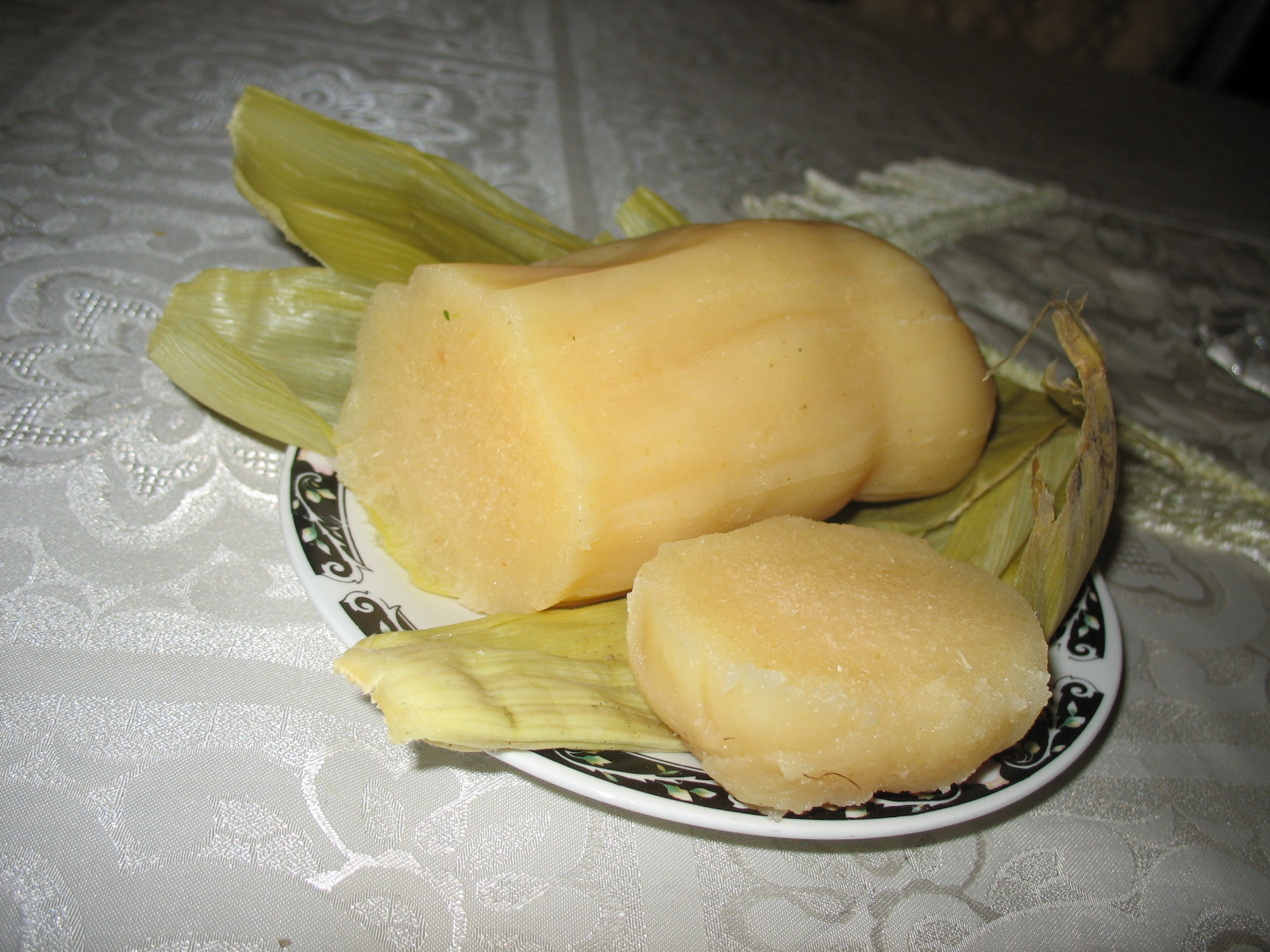
بویو د یوکا
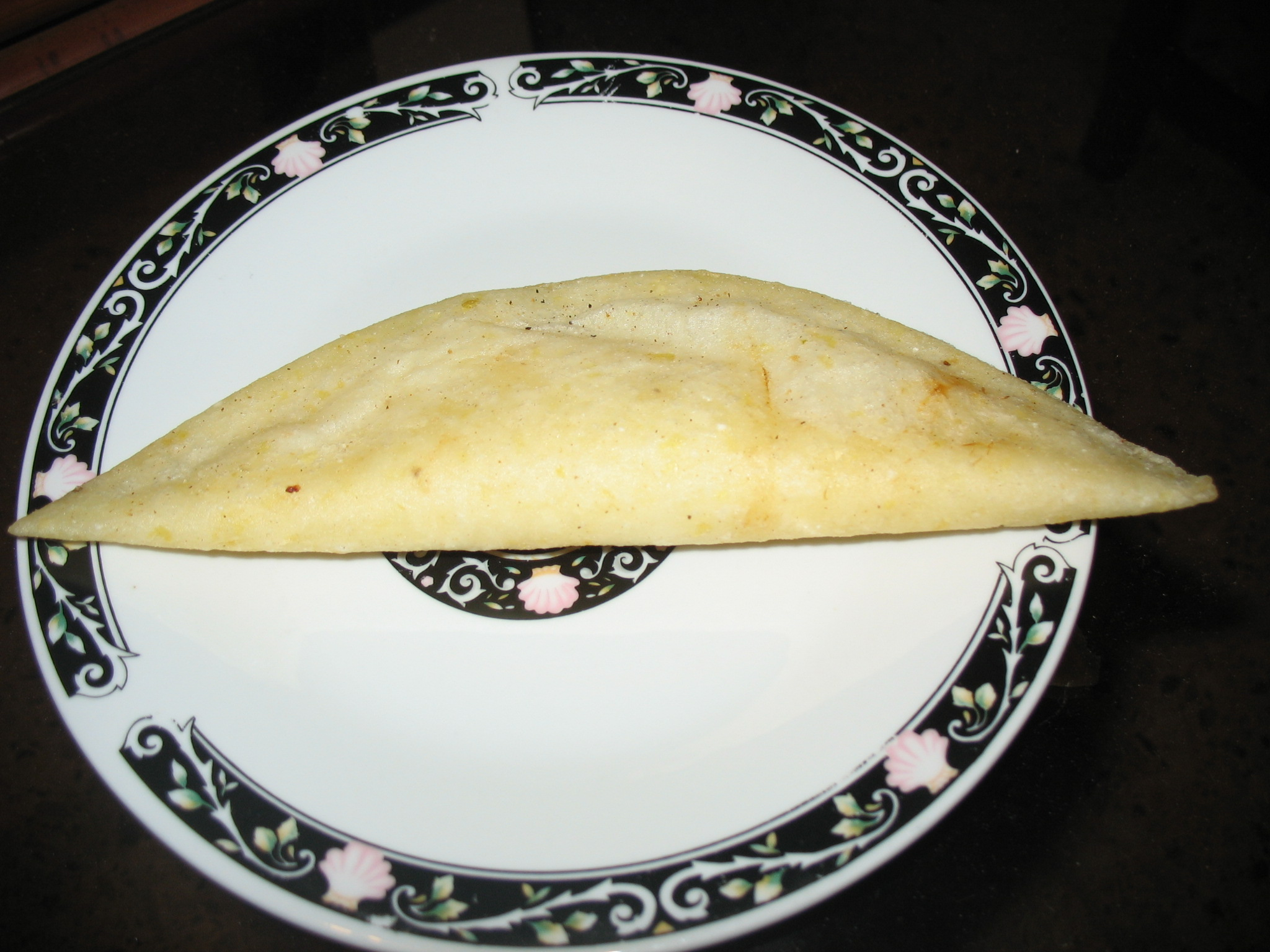
امپانادا بارانکییرا
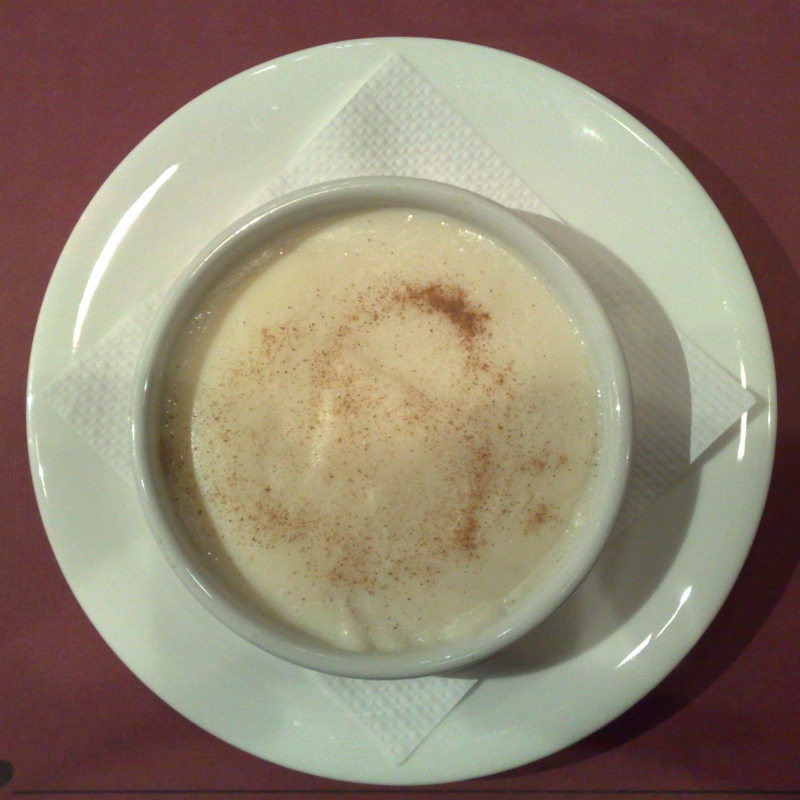
مانخار بلانکو
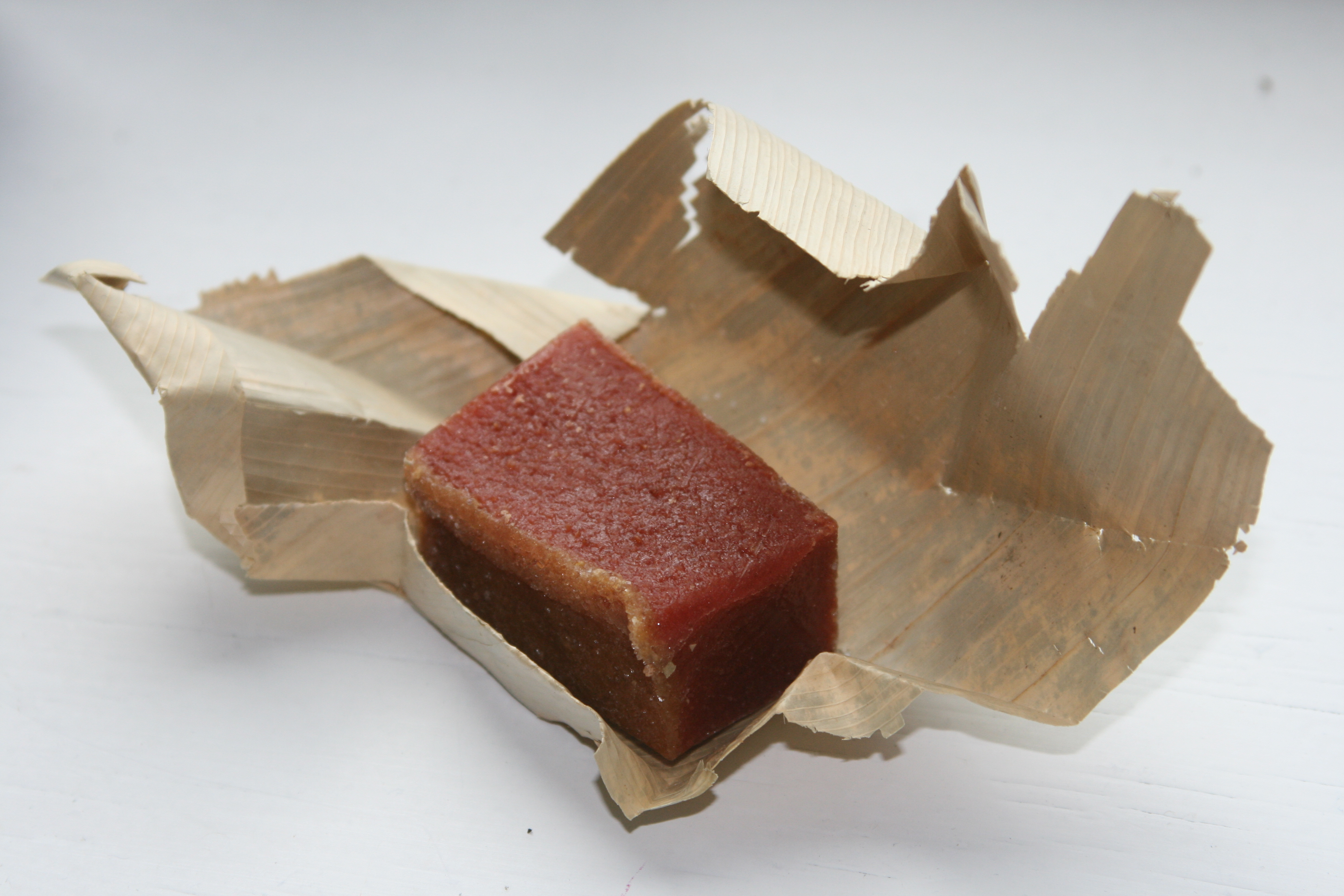
آب‌نبات گواوا
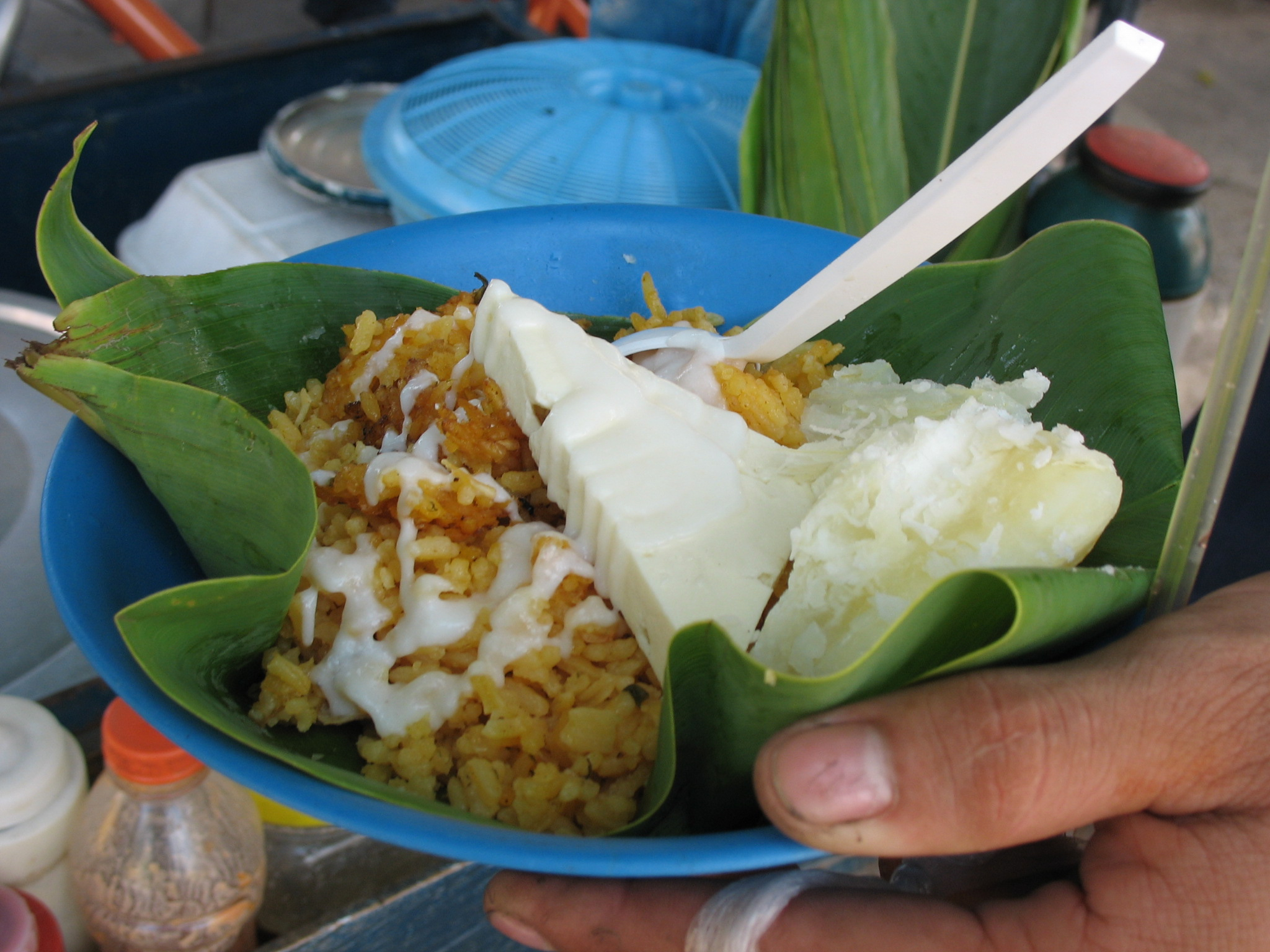
آروس د لیسا

## نوشیدنی‌ها

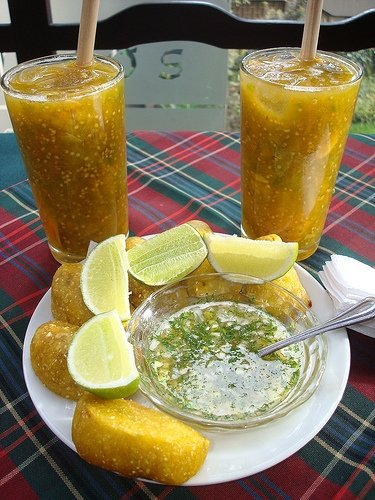
لولادا

کلمبیا از پرمصرف‌ترین کشورها در نوشیدن آب‌میوه است و مردمش روزانه به‌طور میانگین سرانه‌ای برابر سه‌چهارم فنجان آب‌میوه می‌نوشند.
- آگوئاپانلا با حل کردن پانلا (یک نوع کله قند) در آب ساخته می‌شود. ممکن است آب لیمو برای طعم اضافه شود. می‌توان آن را سرد یا گرم سرو کرد. هنگامی که گرم می‌شود، کلمبیاها پنیر در آگوئاپانلای می‌اندازند.
- چامپوس یک نوشیدنی که از ذرت، آناناس، لوولو و سایر مواد تشکیل شده‌است.
- شکلات داغ کلمبیایی با شیر، آب و شکلات نیمه شیرین ساخته شده‌است. یک ظرف به نام مولینیو - اساساً یک چوب با دسته‌ای در انتها - برای هم زدنش استفاده می‌شود. شکلات داغ کلمبیا اغلب شامل دارچین، میخک و وانیل است.
- چای کوکا، یک دم‌نوش ساخته شده از چکانش و برگ کوکا که برای ارتفاع‌زدگی و تسکین خفیف مناسب است.
- قهوه کلمبیایی با کیفیت و طعم مشخص آن شناخته شده‌است. گرچه بسیاری از دانه‌های قهوه با کیفیت جهانی از کلمبیا می‌آیند، بسیاری از کلمبیایی‌ها به جای دمیدن قهوه، قهوه را به گونه‌ای دیگر می‌خورند. به‌طور معمول به عنوان یک «تینتو» مصرف می‌شود، به این معنی که سیاه و سفید با شکر یا پانلا در سویی، یا به عنوان café con leche (قهوه با شیر)، که نیم قهوه و نیم شیر گرم است. در سال ۲۰۱۱، یونسکو چشم‌انداز فرهنگی قهوه کلمبیا را به عنوان میراث جهانی اعلام کرد.[۱۰]
- کلمبیانا، نوشابه‌ای محلی و خاص (نشان تجاری عام)
- گویندولو یک نوشیدنی آفریقایی است که با میوه بوروخو ساخته شده‌است و خواص فلفل دلمه ای دارد.
- لولادا نوشیدنی محلی از شهر کالی است. این از نارانجیلا تهیه شده و دارای بافت و سازگاری یک شیرینی است.
- مالتا: نوعی نوشیدنی بدون الکل (نشان تجاری عام).
- پوستوبون، نوشابه‌ای شبیه کلمبینا با سیب و بدون الکل (نشان تجاری عام)
- سالپیکون نوعی کوکتل میوه‌ای.[۱۱]

نوشیدنی‌های کلمبیا
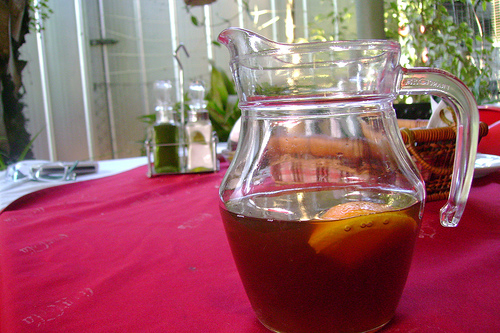
چیکا مورادا با پیپنیو
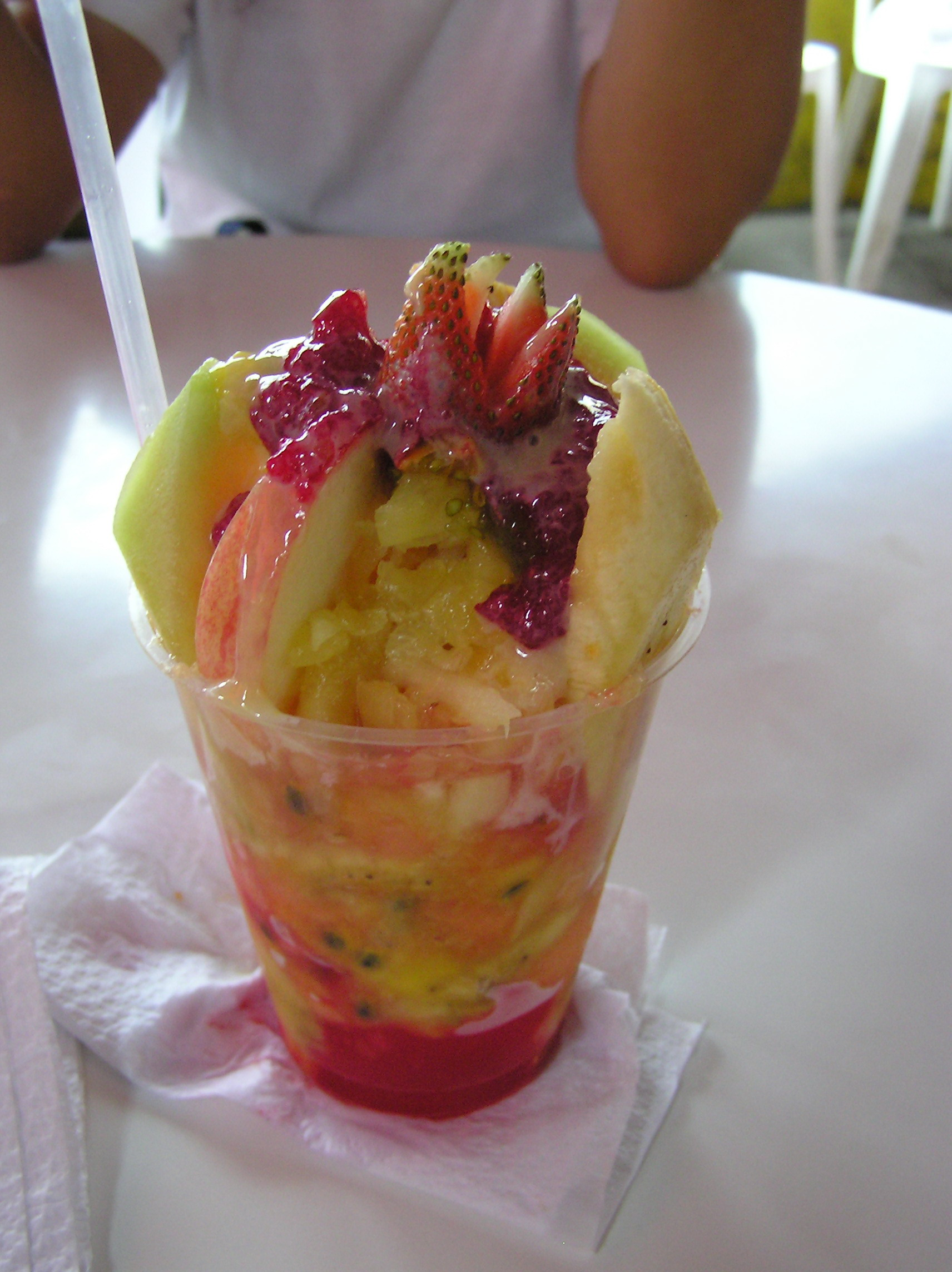
چولادو
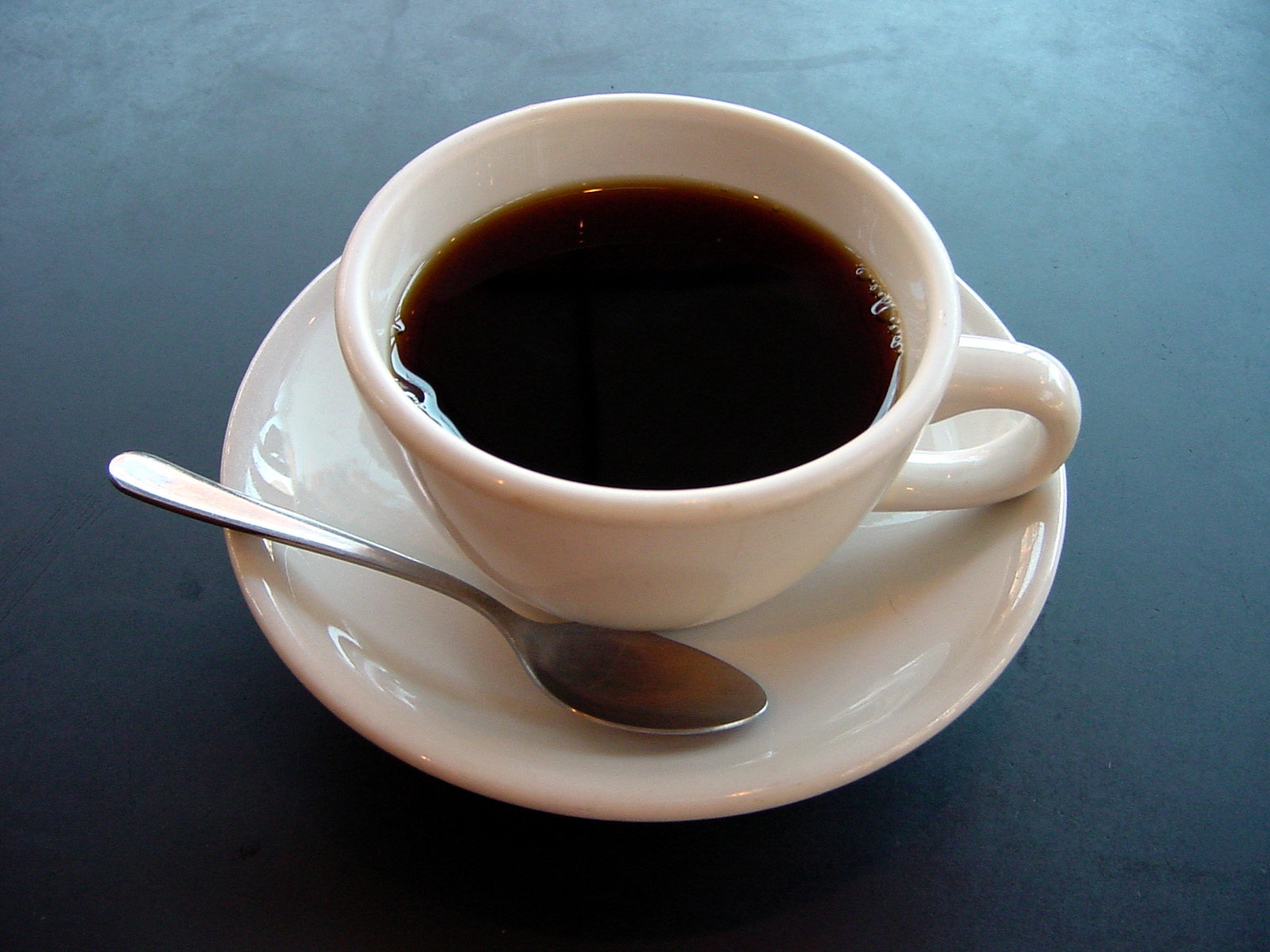
قهوه کلمبیایی

### نوشیدنی‌های الکی
- آگوئاردینته یک نوشیدنی الکلی از نیشکر و طعم آنس است. به‌طور گسترده‌ای در بارهای کلمبیا مصرف می‌شود و خلوص آن از ۲۰ تا ۴۰ درصد متغیر است. این یکی از انواع نوشیدنی‌های الکلی اسپانیایی است.
- بیچه برگرفته از نیشکر
- کانلازو یک نسخه الکلی از آگواپانلا است که مخلوط با دارچین و آگواردینت است. هنگام سرو شکر در لبه‌های شیشهٔ گیلاس مالش می‌شود.
- چیچا توسط بومیان ساخته و مصرف می‌شد و بعدها به خاطر قدرت و خلوص الکل بالایش ممنوع اعلام شد.[۱۲]
- گوراپو با میوه‌هایی که دو ماه تخمیر می‌شوند ترکیب می‌گردد.
  - چیرینچه نوعی گوراپو
- ماساتو با برنج، شکر، آب، دارچین و گل میخک (ادویه) تهیه شده‌است.[۱۳]
- رفاخو یک نوشیدنی است که توسط مخلوط کردن کولا هیپینتو (در منطقه سانتاندریا)، کلمبیا (در شهرهای مانند بوگوتا) یا کولا رم (در منطقه کارائیب)، با آبجو یا رم ساخته شده‌است. این مخلوط از نوشابه و آبجو بسیار محبوب است و زمانی که آن را به همراه مواد غذایی که چربی حیوانی بالاتری دارند سرو می‌کنند، ترکیبی از شیرینی کولا و آبجو و اثر اضافی نوشابه گازدار باعث می‌شود که چربی را بشوید و طعمش نیز حفظ شود.[۱۴]
- ساباخون یک نوشیدنی الکلی شیرین و خامه ای است که در این از تخم مرغ و شیر اضافه شده و آب میوه و لیکور با غلظت نیم یا کمتر می‌ریزند.

نوشیدنی الکلی در کلمبیا
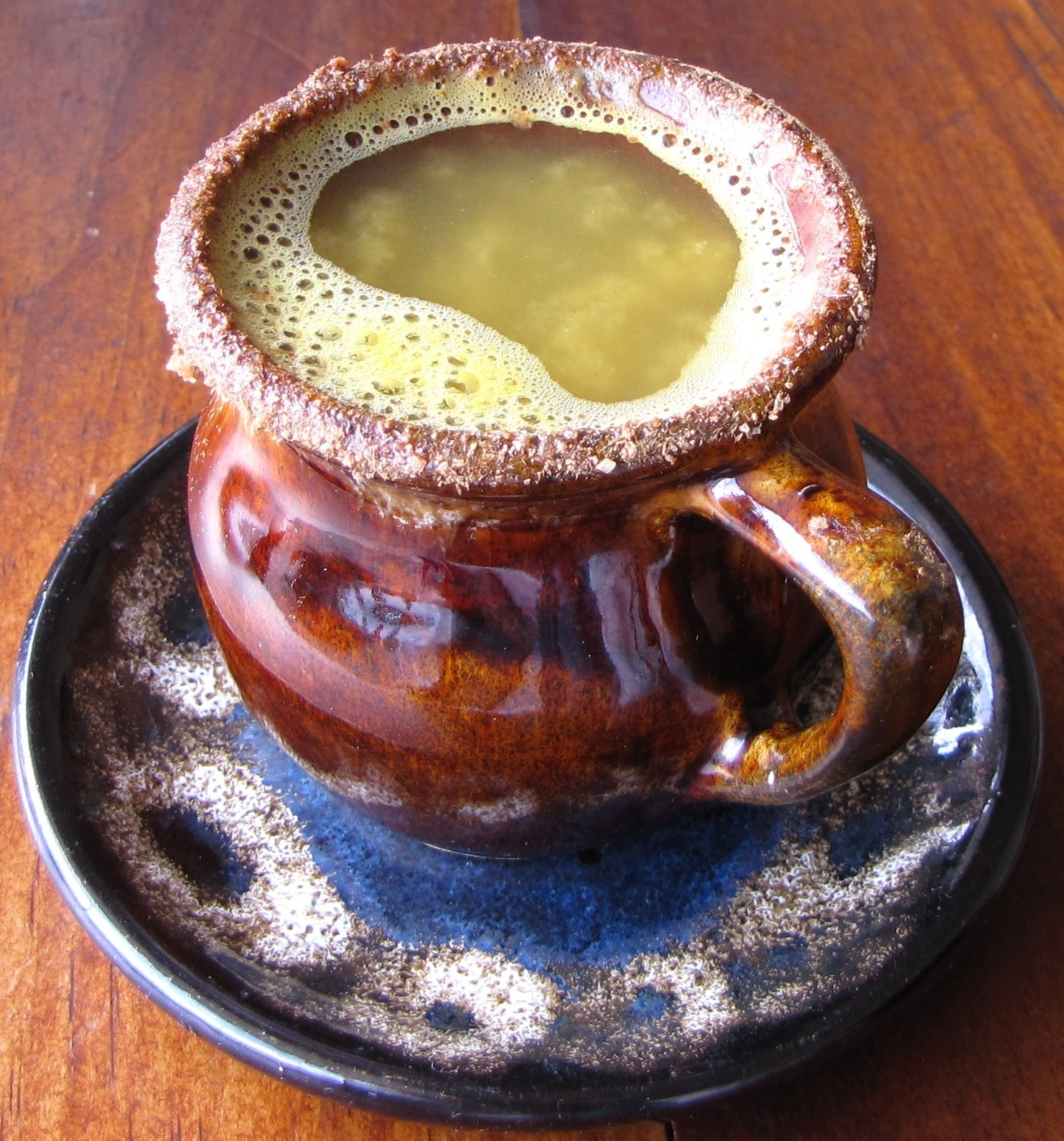
کانلازو